# 31. Januar
Der 31. Januar (auch 31. Jänner) ist der 31. Tag des gregorianischen Kalenders, somit bleiben 334 Tage (in Schaltjahren 335 Tage) bis zum Jahresende.

## Ereignisse

### Politik und Weltgeschehen
- 1208: In der Schlacht bei Lena siegt Erik Knutsson gegen Schwedens König Sverker II., der daraufhin nach Dänemark flüchtet. Die Schlacht ist ein Teil langjähriger Machtkämpfe der Geschlechter Erik und Sverker um den schwedischen Thron.

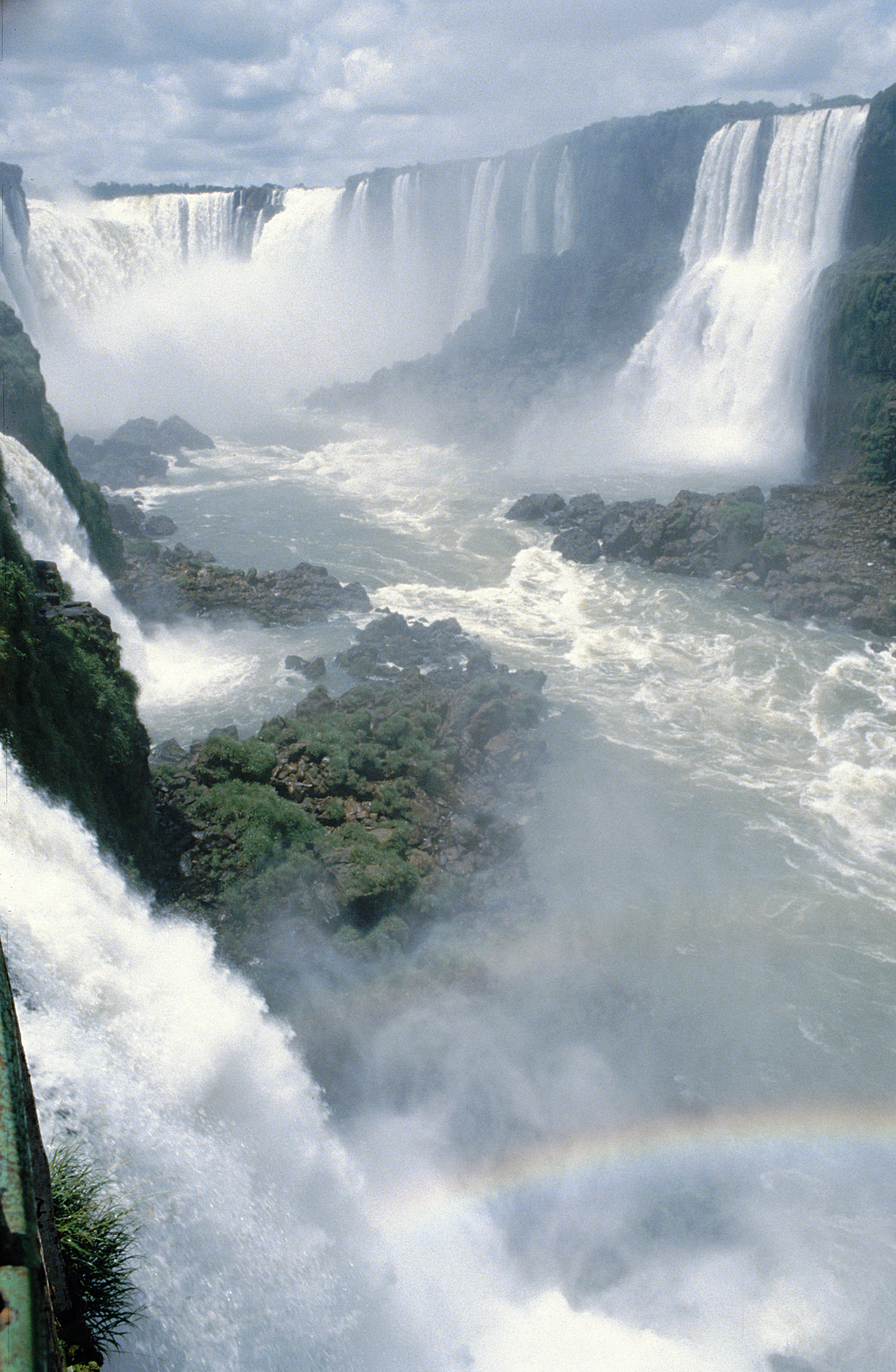
1542: Iguacú-Wasserfälle

- 1542: Der Spanier Álvar Núñez Cabeza de Vaca entdeckt als erster Europäer die Iguazú-Wasserfälle.

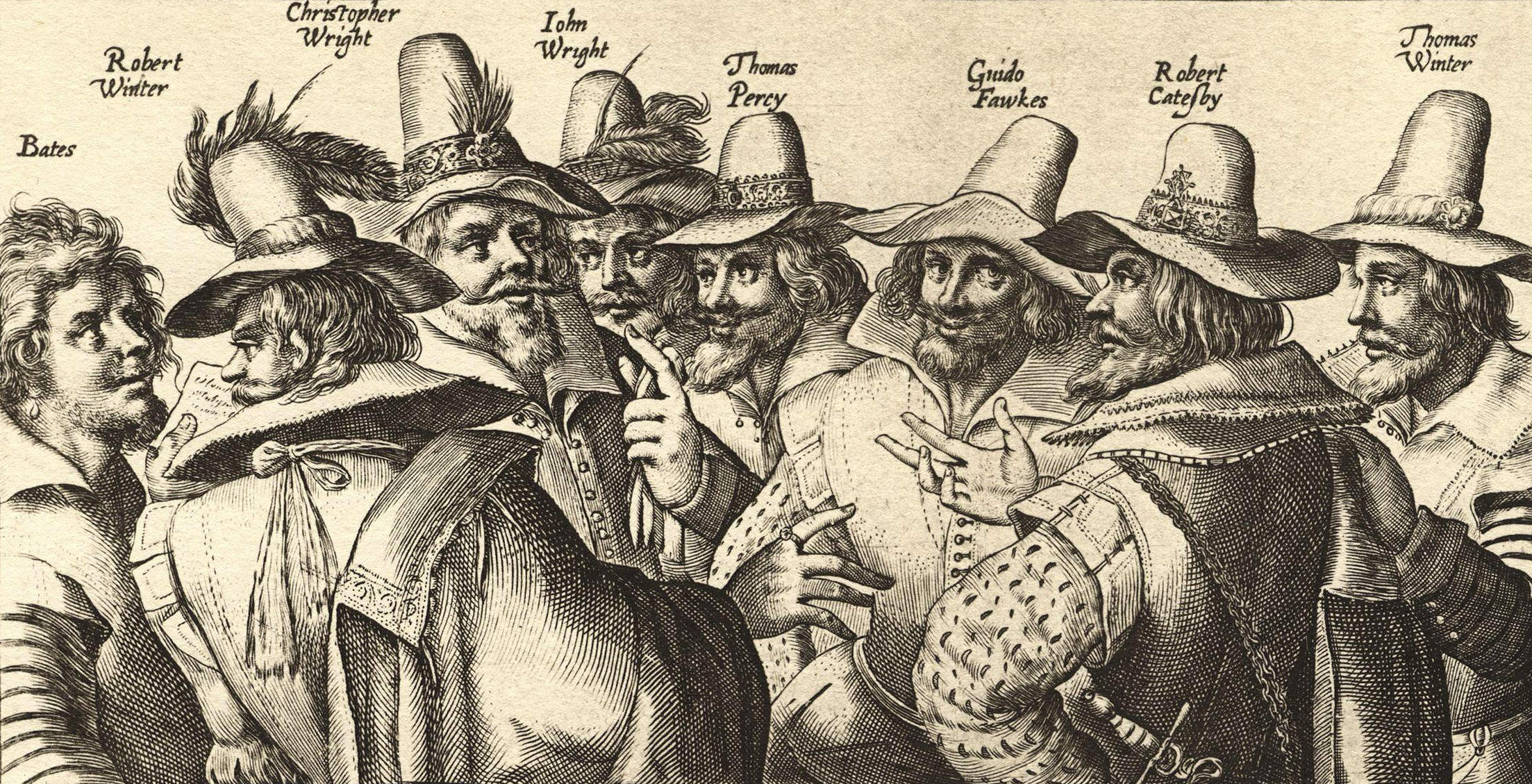
1606: Verschwörer des Gunpowder-Plots. Dritter von rechts: Guy Fawkes

- 1606: Die letzten katholischen Verschwörer des Gunpowder Plots gegen den protestantischen König Jakob I. von England werden hingerichtet. Darunter ist auch der Hauptakteur Guy Fawkes.
- 1638: Krieger des Tokugawa-Shogunats besiegen rund 20.000 aufständische Bauern des Shimabara-Aufstands, die sich daraufhin nach Shimabara zurückziehen.
- 1773: Friedrich der Große bildet per Kabinettsorder die neue Provinz Westpreußen.
- 1793: Die royalistisch ausgerichtete Grafschaft Nizza wird nach dem Einmarsch französischer Revolutionstruppen von Frankreich annektiert. Das Département Alpes-Maritimes entsteht.
- 1846: Drei Orte schließen sich im US-Bundesstaat Wisconsin zur Stadt Milwaukee zusammen.
- 1850: Die in Preußen eingeführte Verfassung sieht das Dreiklassenwahlrecht vor, das Wohlhabenden zu Stimmvorteilen bei den Wahlen von Abgeordneten verhilft.
- 1865: General Robert Edward Lee wird Oberbefehlshaber über die gesamte Armee der Konföderierten Staaten von Amerika im Sezessionskrieg.
- 1876: In den USA werden die Ureinwohner von der Regierung in die Indianerreservate beordert.
- 1891: In Bafut (Kamerun) kommt es zur Schlacht von Mankon.

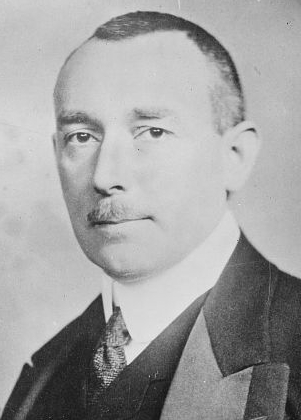
1915: Karl Helfferich

- 1915: Karl Helfferich wird Staatssekretär im Reichsschatzamt, verantwortlich für die Kriegsfinanzierung im Deutschen Reich.
- 1927: Die Interalliierte Militär-Kontrollkommission der Siegermächte des Ersten Weltkrieges stellt offiziell fest, dass Deutschland die Abrüstung gemäß dem Versailler Vertrag erfüllt hat.
- 1929: Der in der Sowjetunion von Josef Stalin entmachtete Leo Trotzki wird gemeinsam mit anderen Oppositionellen nach Alma-Ata in die Verbannung geschickt.
- 1933: In Mössingen findet der einzige größere Streik gegen die „Machtergreifung“ Adolf Hitlers statt.
- 1939: Durch eine Verordnung zum Reichsbürgergesetz erlöschen die Approbationen für jüdische Apotheker, Zahnärzte und Tierärzte.
- 1942: Die japanische Invasion der Malaiischen Halbinsel im Pazifikkrieg endet auf dem Festland erfolgreich. Die Alliierten ziehen sich auf die Insel Singapur zurück. Die bis zum 15. Februar dauernde Schlacht um Singapur zwischen japanischen und alliierten Truppen unter britischem Oberbefehl beginnt.
- 1943: Generalfeldmarschall Friedrich Paulus kapituliert mit den im Südkessel eingeschlossenen deutschen Einheiten in der Schlacht von Stalingrad im Deutsch-Sowjetischen Krieg des Zweiten Weltkriegs.

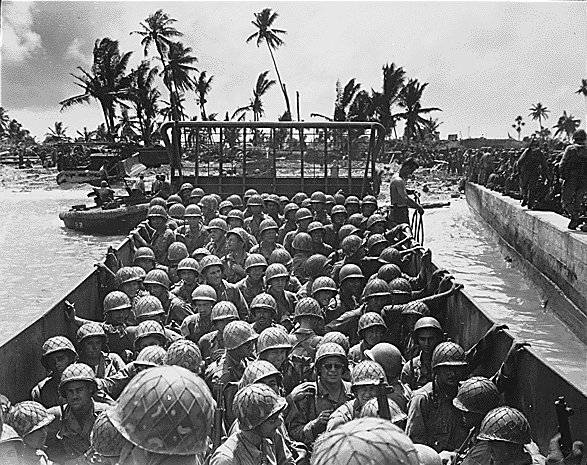
Kwajalein-Invasion 1944

- 1944: Während der Schlacht um die Marshallinseln gelingt es den amerikanischen Streitkräften in der Operation Flintlock, auf dem Atoll Kwajalein zu landen und es in der Folge zu einer wichtigen Einsatz- und Nachschubbasis im Pazifikkrieg auszubauen.
- 1945: Eddie Slovik wird als einziger US-Soldat seit dem Sezessionskrieg wegen Desertion hingerichtet.
- 1946: Die Föderative Volksrepublik Jugoslawien erhält eine Verfassung als Bundesstaat mit 6 Teilrepubliken (Slowenien, Kroatien, Bosnien und Herzegowina, Montenegro, Serbien und Mazedonien) und zwei Autonomen Provinzen innerhalb der Republik Serbien (Vojvodina und Kosovo).
- 1948: Die am 1. April 1946 unter britischem Druck zustande gekommene Malaiische Union wird aufgelöst und am 1. Februar durch die Föderation Malaya ersetzt.
- 1950: In einer Rundfunkansprache gibt Elly Heuss-Knapp die Gründung des Deutschen Müttergenesungswerks bekannt.
- 1950: US-Präsident Harry S. Truman ordnet wenige Monate nach dem ersten sowjetischen Kernwaffentest die Entwicklung der Wasserstoffbombe an. Sie wird im Jahr 1952 als Ivy Mike getestet.

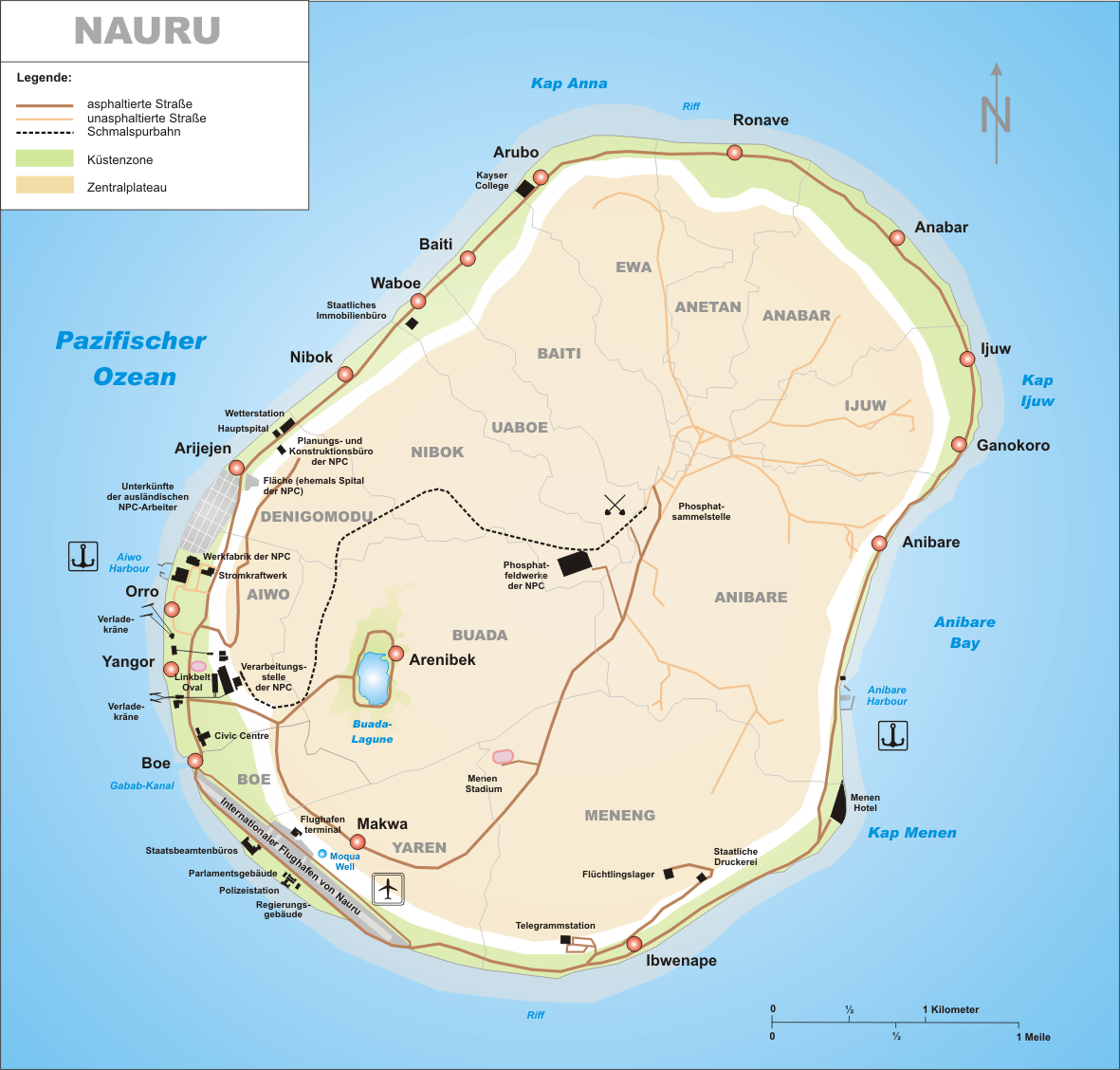
1968: Nauru

- 1968: Das von Australien im Auftrag der UNO treuhänderisch verwaltete Nauru im Westpazifik wird unabhängig. Hammer DeRoburt wird erster Präsident des Inselstaates.
- 1974: Mitglieder der Japanischen Roten Armee stürmen eine Anlage des Shell-Konzerns auf einer Insel vor Singapur und nehmen fünf Geiseln.
- 1995: Zur Bewältigung der Tequila-Krise bewilligt US-Präsident Bill Clinton für ein internationales Hilfspaket zu Gunsten Mexikos einen Anteil von zwanzig Milliarden US-Dollar.
- 1996: Selbstmordattentate der Liberation Tigers of Tamil Eelam mit einem Lkw voller Sprengstoff auf die Zentralbank Sri Lankas sowie auf ein Hochhaus in Colombo verursachen zusammen 88 Tote und etwa 1.000 Verletzte.
- 2020: Großbritannien verlässt die Europäische Union (Brexit).

### Wirtschaft
- 1609: Die Amsterdamer Wechselbank nimmt ihren Geschäftsbetrieb auf. Angenommenes Bargeld gleich welcher Währung schreibt sie auf in Bankgulden geführten Konten ihrer Einleger gut. Forderungen ihrer Kunden untereinander gleicht sie bargeldlos auf den bei ihr geführten Konten aus. Kreditgewährung und das Wechseldiskontgeschäft sind der Bank untersagt.

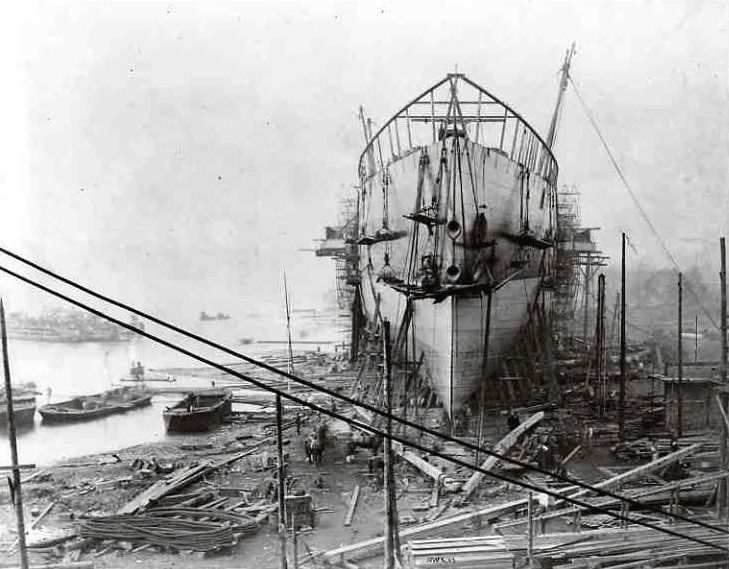
1858: Stapellauf der Great Eastern

- 1858: Nach einem vorausgegangenen missglückten Versuch am 3. November 1857 gelingt der Stapellauf des britischen Segeldampfers Great Eastern. Die Konstruktion Isambard Kingdom Brunels sollte drei Jahrzehnte lang das weltgrößte Schiff bleiben.
- 1939: Die letzten Ausgaben der auflagenstarken österreichischen Traditionszeitungen Neues Wiener Journal und Neue Freie Presse erscheinen. Sie werden von den Nationalsozialisten mit dem der Ostmärkischen Zeitungsverlagsgesellschaft einverleibten Neuen Wiener Tagblatt verschmolzen.
- 1983: Gründung des Senior Expert Service in Deutschland.
- 1989: Der SPD-Parteivorstand beschließt, die Parteizeitung Vorwärts aus Kostengründen einzustellen. Dessen Mitarbeiter widersetzen sich dem Ende des traditionsreichen Blattes.
- 1990: In Moskau wird das erste sowjetische McDonald’s-Restaurant eröffnet.
- 1990: Die Steinkohle fördernde Zeche Radbod in Bockum-Hövel wird stillgelegt.
- 2006: Alan Greenspan beendet nach über 18 Jahren an der Spitze der US-Notenbank Federal Reserve System seine Tätigkeit. Nachfolger wird Ben Bernanke.

### Wissenschaft und Technik
- 1895: William Ramsay und John Strutt, 3. Baron Rayleigh geben die Entdeckung eines neuen chemischen Elements, des Edelgases Argon bekannt, das sie aus der Luft isoliert haben. Ab 1898 entdeckt Ramsay in dem isolierten Argon drei weitere Elemente, die Edelgase Neon, Krypton und Xenon.

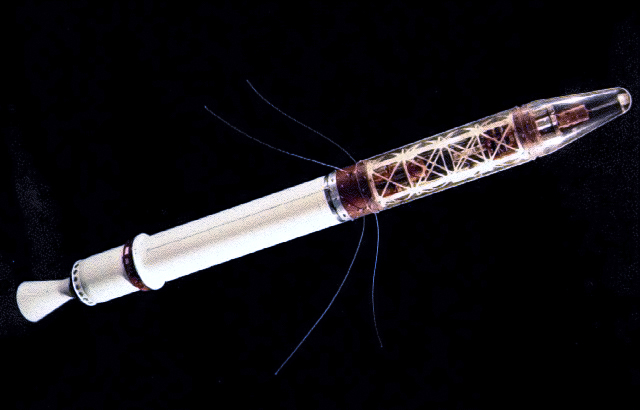
1958: Explorer 1

- 1958: Der erste Satellit der USA, Explorer 1, wird 4 Monate nach dem russischen Satelliten Sputnik in die Erdumlaufbahn gebracht. Dabei gelingt ihm unter der Leitung von James Van Allen der Nachweis des Van-Allen-Strahlungsgürtels um die Erde.

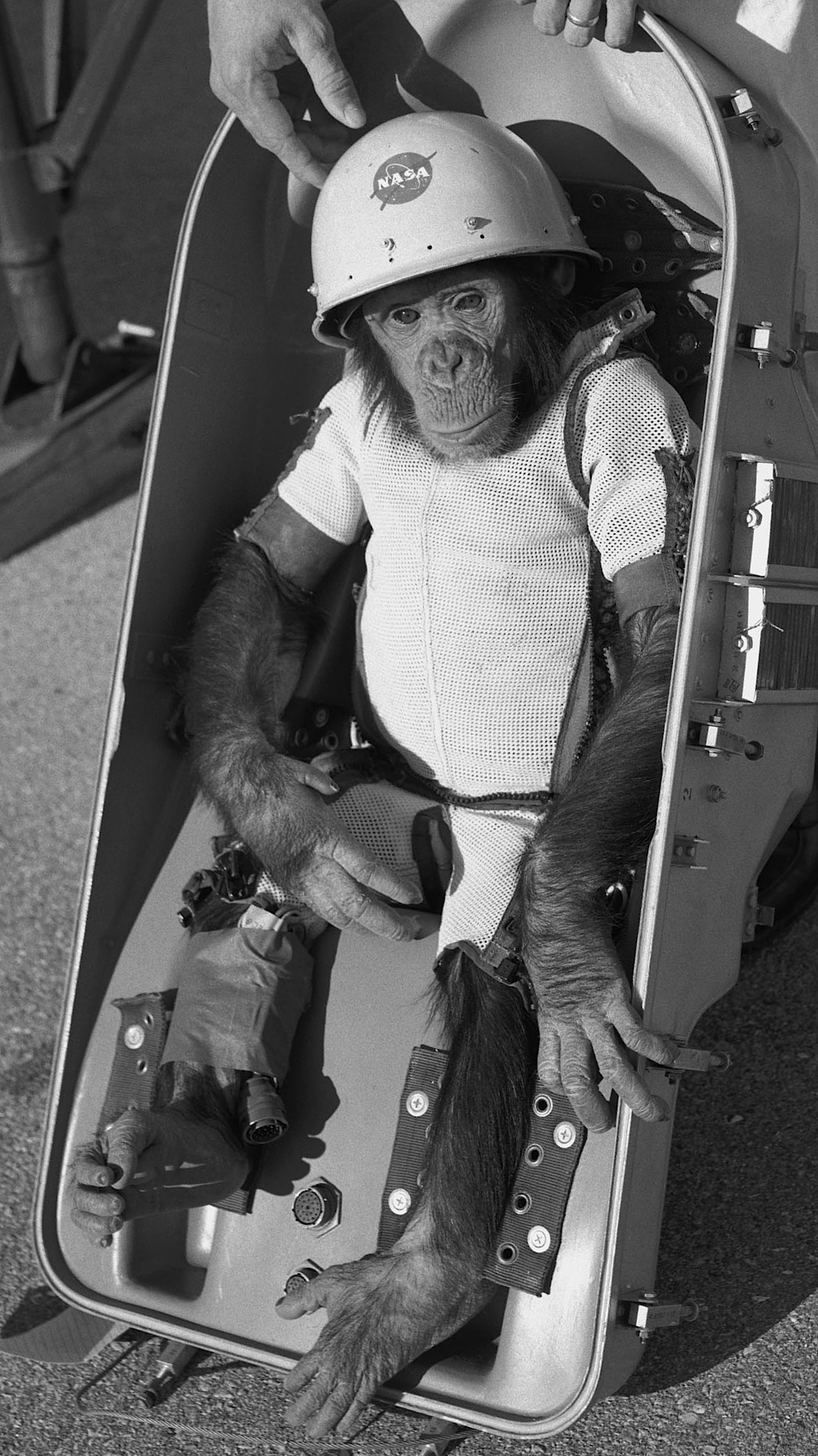
1961: Ham vor dem Flug

- 1961: Der Schimpanse Ham startet mit der Mercury-Redstone 2-Mission der NASA von Cape Canaveral aus ins All. Er verbringt etwa sechs Minuten in der Schwerelosigkeit und geht wenig später mit seiner Kapsel unversehrt im Atlantik nieder.
- 1966: Die sowjetische Raumsonde Luna 9 startet auf dem Weg zum Mond, wo ihr am 3. Februar die erste weiche Landung einer Sonde gelingen wird.

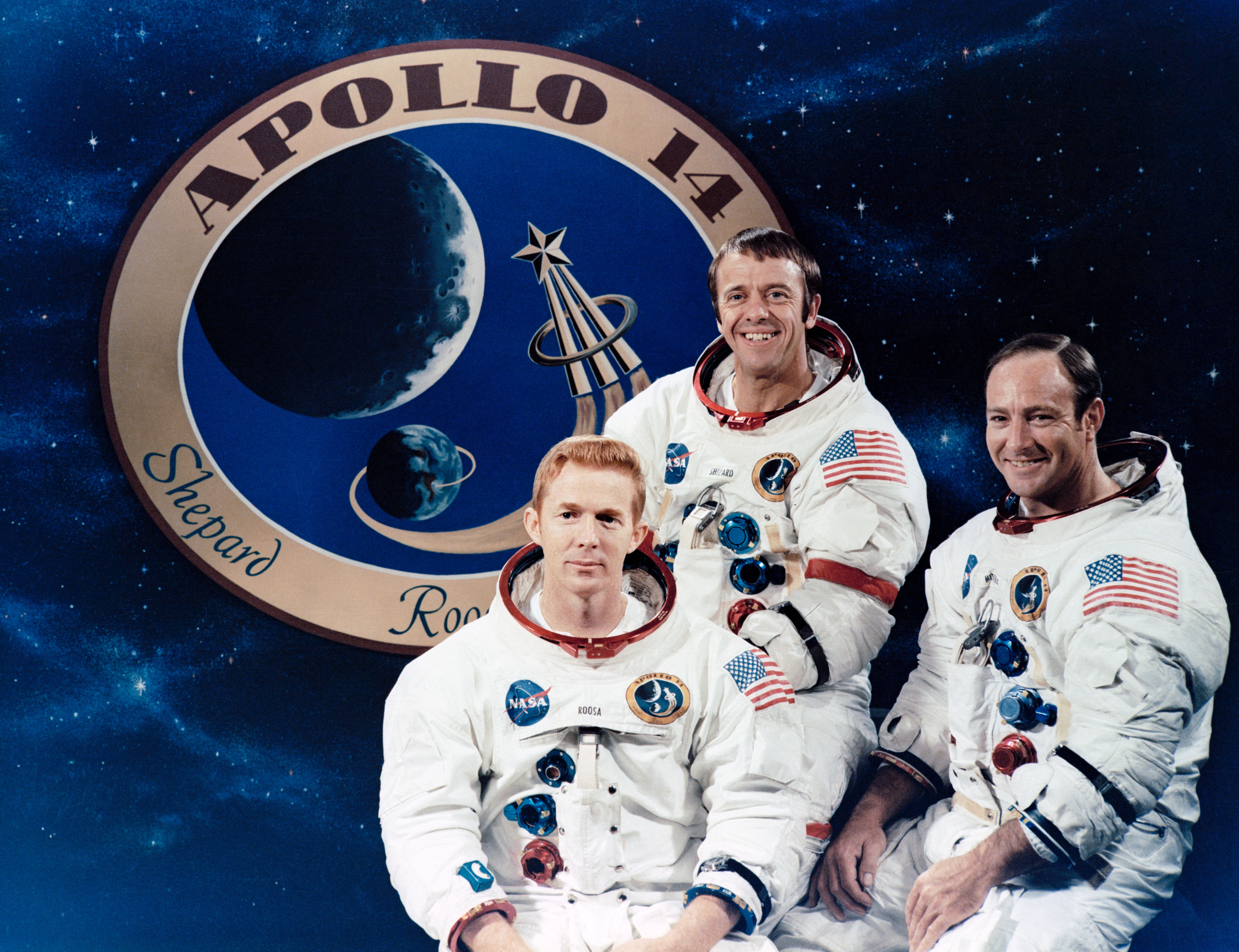
1971: Die Crew der Apollo 14

- 1971: Apollo 14 startet mit den Astronauten Stuart Roosa, Alan Shepard und Edgar Mitchell an Bord in Richtung Mond.

### Kultur
- 1474: Der Rat der Stadt Bern und Schultheiß Adrian I. von Bubenberg erteilen an Diebold Schilling den Älteren den Auftrag für eine Berner Chronik.
- 1732: Mit der Oper Berenice von Domenico Sarro eröffnet das Teatro Argentina in Rom seine Aufführungen.
- 1786: In Kopenhagen findet die Uraufführung der Oper Orpheus og Euridice von Johann Gottlieb Naumann statt.
- 1817: Die Ahnfrau, ein Trauerspiel in fünf Aufzügen von Franz Grillparzer wird am Wiener Theater an der Wien uraufgeführt und von der Kritik sehr kontrovers aufgenommen.

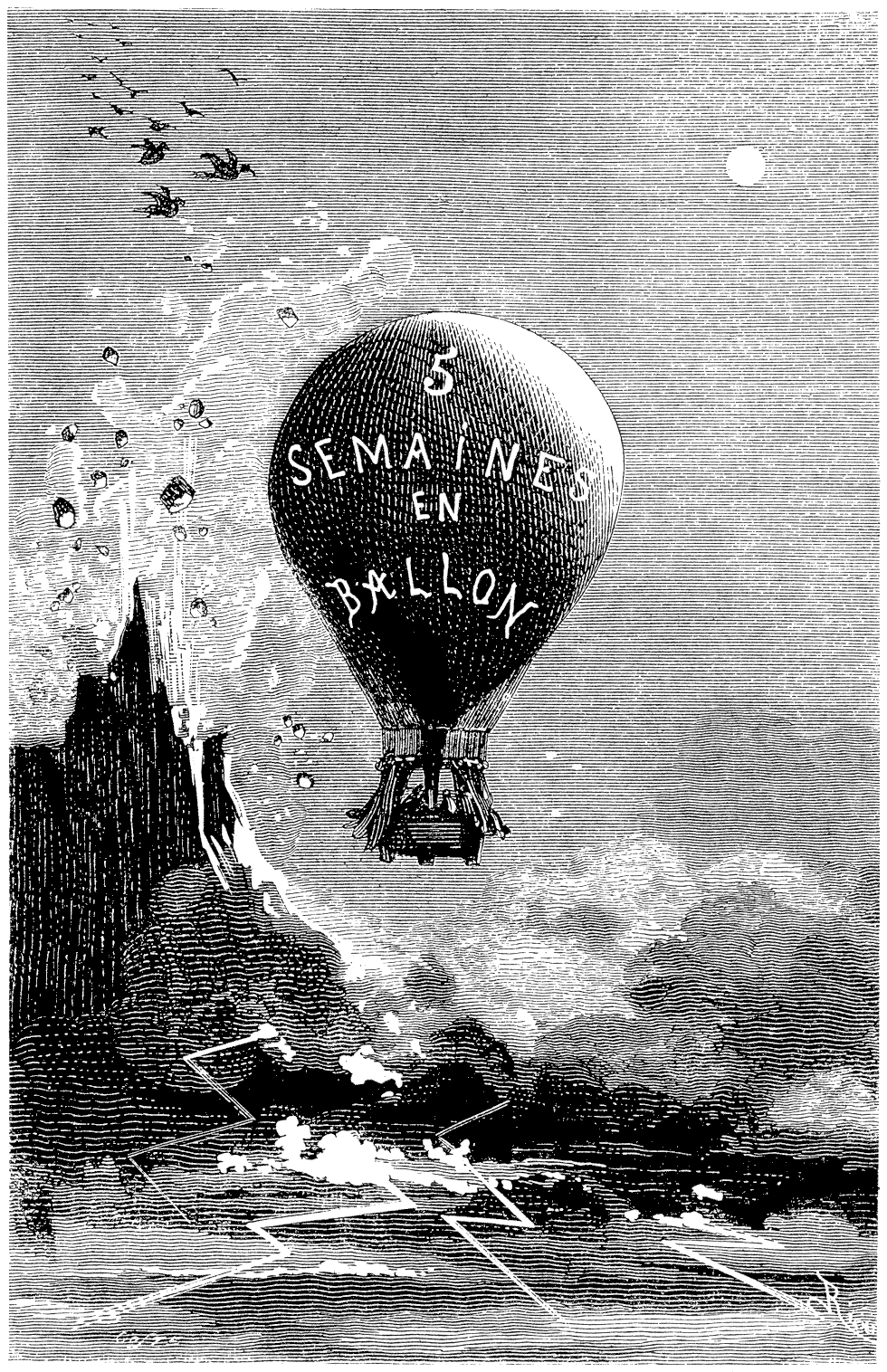
1863: Cinq semaines en ballon

- 1863: Der Roman Cinq semaines en ballon (Fünf Wochen im Ballon) von Jules Verne erscheint in Frankreich.
- 1880: Am Teatro Regio in Turin erfolgt die Uraufführung des phantastischen Dramas Elda von Alfredo Catalani.

1882: August Klughardt

- 1882: Die Oper Gudrun von August Klughardt wird in Neustrelitz uraufgeführt.
- 1884: Am Théâtre Royal in Antwerpen erfolgt die Uraufführung der Oper Pedro de Zalaméa von Benjamin Godard.
- 1912: Der Sänger Jack Judge trägt in Stalybridge zum ersten Mal das von ihm komponierte Lied It’s a Long Way to Tipperary vor, das in der Zeit des Ersten Weltkriegs durch britische Soldaten weltweit bekannt wird.
- 1914: Am Wiener Carltheater findet die Uraufführung der Operette Der erste Kuss von Ludwig Rochlitzer statt.
- 1934: Die Kammeroper The Tale of the Wandering Scholar von Gustav Holst wird in Liverpool uraufgeführt.
- 1972: Rosa von Praunheims Film Nicht der Homosexuelle ist pervers, sondern die Situation, in der er lebt wird vom Westdeutschen Rundfunk erstmals im deutschen Fernsehen gezeigt.
- 1977: Das von Renzo Piano, Richard Rogers und Gianfranco Franchini entworfene Centre National d'Art et de Culture Georges Pompidou wird in Paris eröffnet.
- 1990: Italienische Premiere von Federico Fellinis Film Die Stimme des Mondes (La voce della luna).

### Katastrophen
- 1906: Ein Erdbeben der Stärke 8,8 in Kolumbien und Ecuador fordert etwa 1.000 Tote.
- 1918: In der „Schlacht bei der Insel May“ kollidieren in der schottischen Förde Firth of Forth mehrere britische U-Boote der K-Klasse, wobei zwei Boote sinken und über hundert Seeleute den Tod finden.

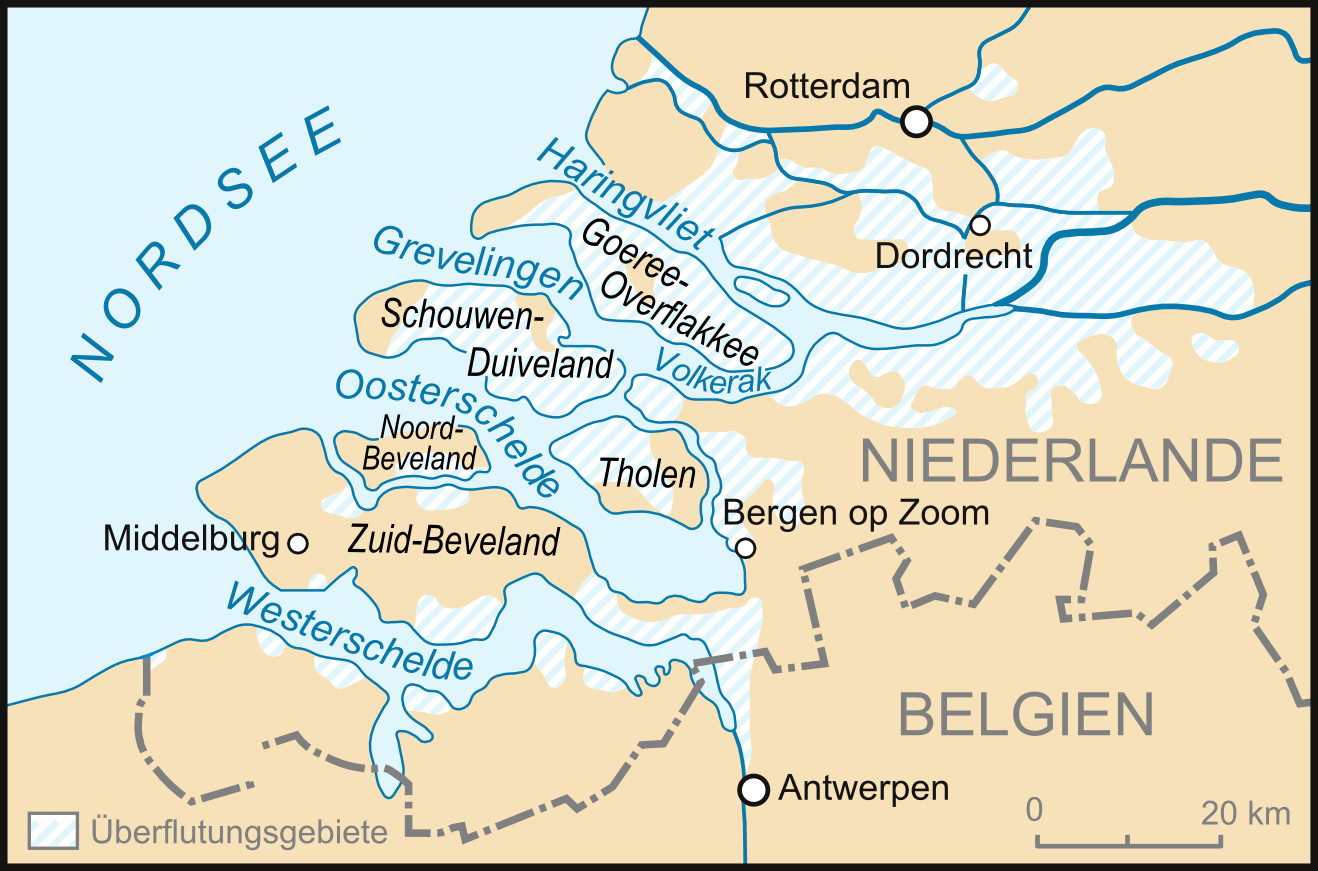
1953: Überflutete Flächen in Zeeland

- 1953: Die Hollandsturmflut in der Nacht auf den 1. Februar überschwemmt weite Teile der Niederlande, Belgiens, Frankreichs, Dänemarks und Englands. Alleine in den Niederlanden sterben nach offiziellen Angaben 1.853 Menschen.
- 1994: Das 1847 eröffnete Opernhaus Gran Teatre del Liceu in Barcelona, nach dem Teatro alla Scala in Mailand das zweitgrößte Opernhaus der Welt, wird durch einen Brand zerstört.

Kleinere Unglücksfälle sind in den Unterartikeln von Katastrophe und in der Liste von Katastrophen aufgeführt.

### Natur und Umwelt

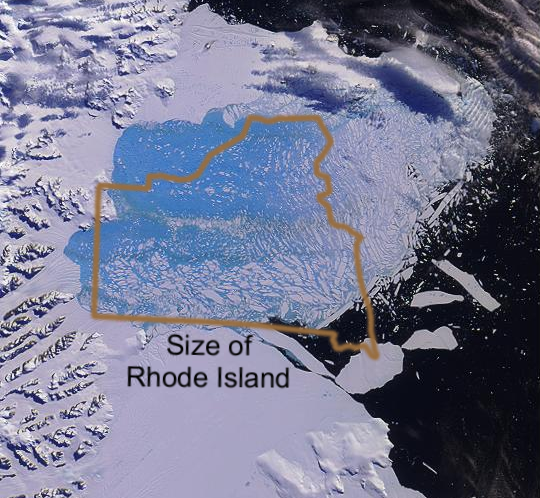
2002: Larsen B zerbricht

- 2002: Von der Antarktis löst sich der Larsen-B-Eisschelf, eine 3250 km² große Eisplatte, die zuvor seit mehr als 10.000 Jahren stabil geblieben ist.
- 2008: Der Blue Bay Marine Park in Mauritius wird als „Feuchtgebiet von internationaler Bedeutung“ gemäß der Ramsar-Konvention ausgewiesen.

### Sport
- 1892: In Oslo findet am Holmenkollen der erste Skisprungwettbewerb statt. Der Norweger Arne Ustvedt siegt mit einem Sprung von 21,5 Metern.
- 1930: Die 4. Eishockey-WM – die erste, die nicht im Rahmen Olympischer Spiele stattfindet – wird in Chamonix eröffnet. Sie gilt gleichzeitig als 15. Eishockey-Europameisterschaft.
- 1999: Die Denver Broncos gewinnen den Super Bowl XXXIII gegen die Atlanta Falcons im Pro Player Stadium in Miami, Florida, mit 34:19. Zum wertvollsten Spieler wird John Elway gekürt.
- 2016: Deutschland wird zum zweiten Mal Handball-Europameister.

Einträge von Leichtathletik-Weltrekorden befinden sich unter der jeweiligen Disziplin unter Leichtathletik.

## Geboren

### Vor dem 18. Jahrhundert
- 1512: Heinrich I., portugiesischer König und Kardinal
- 1543: Tokugawa Ieyasu, japanischer Feldherr, Shōgun und einer der „drei Reichseiniger“
- 1585: Johann Dietrich von Löwenstein-Wertheim-Rochefort, Graf von Löwenstein
- 1594: Martin Neuffer, deutscher Jurist
- 1599: Juraj Zrinski, Ban von Kroatien
- 1607: James Stanley, 7. Earl of Derby, englischer Peer, Politiker und Militär
- 1612: Heinrich Casimir I., Graf von Nassau-Dietz, Statthalter von Friesland, Groningen und Drenthe
- 1616: Hermann Adolf zur Lippe-Detmold, Landesherr der Grafschaft Lippe-Detmold
- 1619: Florentius Schuyl, niederländischer Mediziner und Botaniker
- 1620: Georg Friedrich, Graf von Waldeck-Eisenberg, deutscher Generalfeldmarschall und holländischer Generalkapitän
- 1673: Louis-Marie Grignion de Montfort, französischer Volksmissionar, Schriftsteller und Ordensgründer
- 1684: Louis Caravaque, französischer Maler
- 1686: Hans Egede, norwegischer Pfarrer, Apostel der Grönländer
- 1698ː Johannetta Antoinetta Juliana von Sachsen-Eisenach, Prinzessin von Sachsen-Eisenach und Herzogin von Sachsen-Weißenfels-Querfurt

### 18. Jahrhundert

Friedrich Ludwig von Hannover (* 1707)

- 1707: Friedrich Ludwig von Hannover, Prince of Wales
- 1710: Johann Christoph Balser, deutscher Rechtswissenschaftler
- 1732: Wilhelm Christoph Diede zum Fürstenstein, dänischer Diplomat
- 1734: Joseph Franz Anton von Auersperg, Bischof von Lavant, Bischof von Gurk, Fürstbischof von Passau und Kardinal
- 1734: Robert Morris, britisch-US-amerikanischer Unternehmer und einer der Gründerväter der USA
- 1735: Jean de Crèvecoeur, französisch-US-amerikanischer Schriftsteller
- 1741: Theodor Gottlieb von Hippel, preußischer Staatsmann, Schriftsteller und Sozialkritiker
- 1741: Engelhard Benjamin Schwickert, deutscher Verleger
- 1746: Friedrich Ludwig Fürst zu Hohenlohe-Ingelfingen, preußischer General
- 1751: Jean-François Carteaux, französischer General
- 1752: Gouverneur Morris, US-amerikanischer Politiker, Mitverfasser der Unabhängigkeitserklärung der Vereinigten Staaten
- 1753: Kaspar Friedrich Lossius, deutscher evangelischer Geistlicher, Pädagoge und Schriftsteller

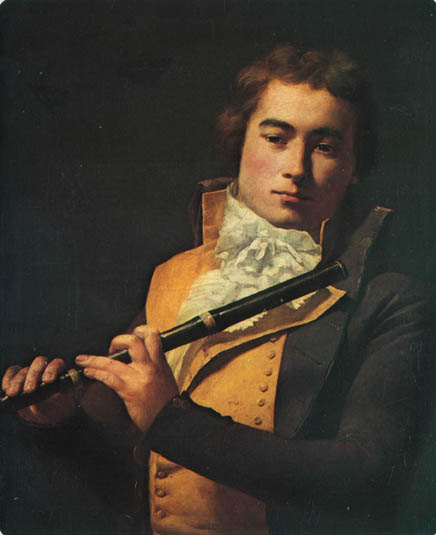
François Devienne (* 1759)

- 1759: François Devienne, französischer Flötist und Komponist
- 1762: Lachlan Macquarie, Gouverneur der britischen Kolonie New South Wales
- 1766: Augustin Braig, deutscher Theologe und Hochschullehrer
- 1769: Charles Cutts, US-amerikanischer Politiker
- 1769: André-Jacques Garnerin, französischer Luftfahrtpionier, Fallschirmspringer und Erfinder
- 1774: Thomas Veazey, US-amerikanischer Politiker
- 1778: Karl Gottlieb Anton, deutscher Altphilologe
- 1778: Franz Anton von Kolowrat-Liebsteinsky, österreichischer Staatsmann
- 1780: Ignaz Bruder, deutscher Orgelbauer
- 1782: Franz Sinesius Weissenbach, Schweizer Jurist und Politiker
- 1785: Charles Green, englischer Aeronautiker
- 1788: Bonifác Buzek, böhmischer Priester, Volksaufklärer, Philosoph und Pädagoge
- 1788: Felice Romani, italienischer Opernlibrettist
- 1790: Adam Friedrich Molz, Schweizer Lehrer und evangelischer Geistlicher
- 1796: Wilhelm Gotthelf Lohrmann, deutscher Geodät, Topograph, Astronom und Meteorologe

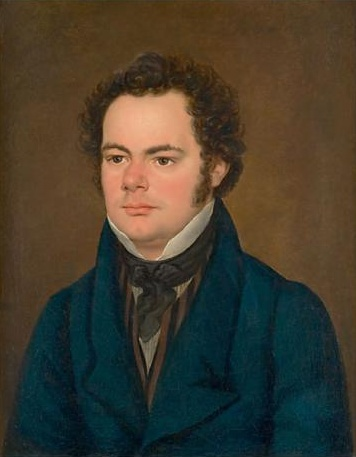
Franz Schubert (* 1797)

- 1797: Franz Schubert, österreichischer Komponist, Mitbegründer der romantischen Musik im deutschsprachigen Raum
- 1798: Henriette von Bissing, deutsche Erzählerin
- 1798: Carl Gottlieb Reißiger, deutscher Komponist und Hofkapellmeister in Dresden
- 1799: Rodolphe Töpffer, Schweizer Zeichner und Novellist

### 19. Jahrhundert

#### 1801–1850
- 1802: Nils Ericson, schwedischer Ingenieur
- 1807: Adolf Christ, Schweizer Politiker
- 1810: Guido von Madai, preußischer Beamter
- 1811: Emma Poel, Mitbegründerin der organisierten Diakonie in Deutschland
- 1812: Gustav Hülsenberg, Hamburger Weinhändler und Abgeordneter
- 1813: Agostino Depretis, italienischer Staatsmann
- 1814: Johann Georg Theodor Grässe, deutscher Bibliograf und Literaturhistoriker
- 1817: August Schärttner, führende Persönlichkeit der deutschen Turnbewegung
- 1818: Carlos Luis de Borbón, carlistischer Thronprätendent in Spanien

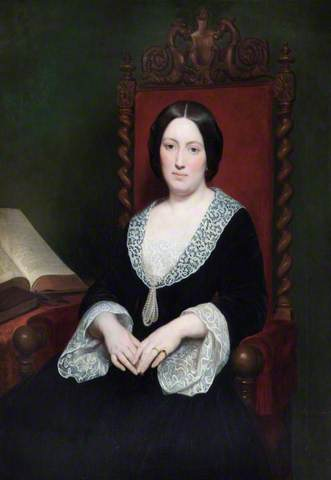
Julie Salis-Schwabe (* 1818)

- 1818: Julie Salis-Schwabe, deutsche Philanthropin jüdischer Abstammung
- 1820: Francesco Corradini, italienischer Philologe
- 1822: Otto Kallsen, deutscher Lehrer und Schriftsteller

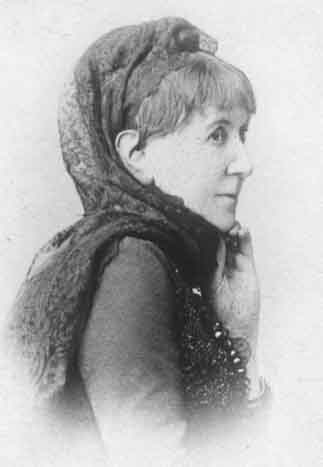
Elise Polko (* 1823)

- 1823: Elise Polko, deutsche Dichterin und Sängerin
- 1824: Willem Vester, niederländischer Landschafts- und Tiermaler
- 1830: James G. Blaine, US-amerikanischer Politiker

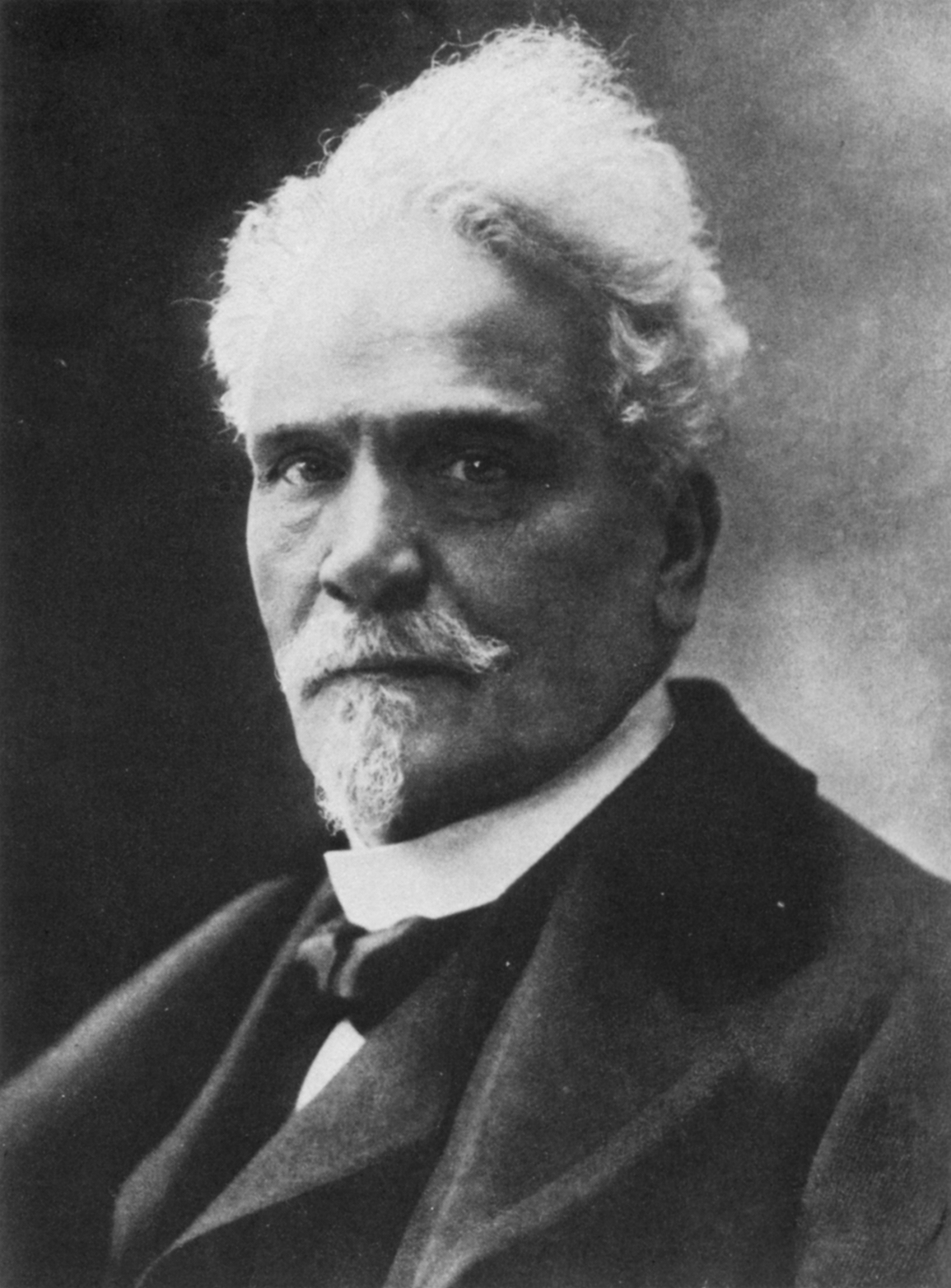
Henri Rochefort (* 1830)

- 1830: Henri Rochefort, französischer Journalist und Schriftsteller
- 1834: Moritz Schneller, deutscher Augenarzt
- 1839: Curt von Knobelsdorff, deutscher Pionier des Blauen Kreuzes
- 1840: Josef Ferch, rumäniendeutscher Komponist, Kirchenmusiker und Musikpädagoge
- 1841: Paul von Collas, deutscher General der Infanterie, Gouverneur von Mainz
- 1841: Hugo Merguet, deutscher Pädagoge, Altphilologe
- 1842: Henri Fazy, Schweizer Historiker, Archivar und Politiker
- 1845: Armand d’Artois, französischer Schriftsteller
- 1849: August Reinsdorf, deutscher Attentäter

#### 1851–1900
- 1851: Peter Emil Isler, Schweizer Politiker
- 1851: Emil Killinger, deutscher Jurist
- 1853: Maria Belpaire, belgische Schriftstellerin
- 1854: Ludwig von Pastor, deutscher katholischer Historiker
- 1854: Stefan Stambolow, bulgarischer Politiker, Premierminister
- 1855: Otto Ehrenfried Ehlers, deutscher Forschungsreisender und Schriftsteller

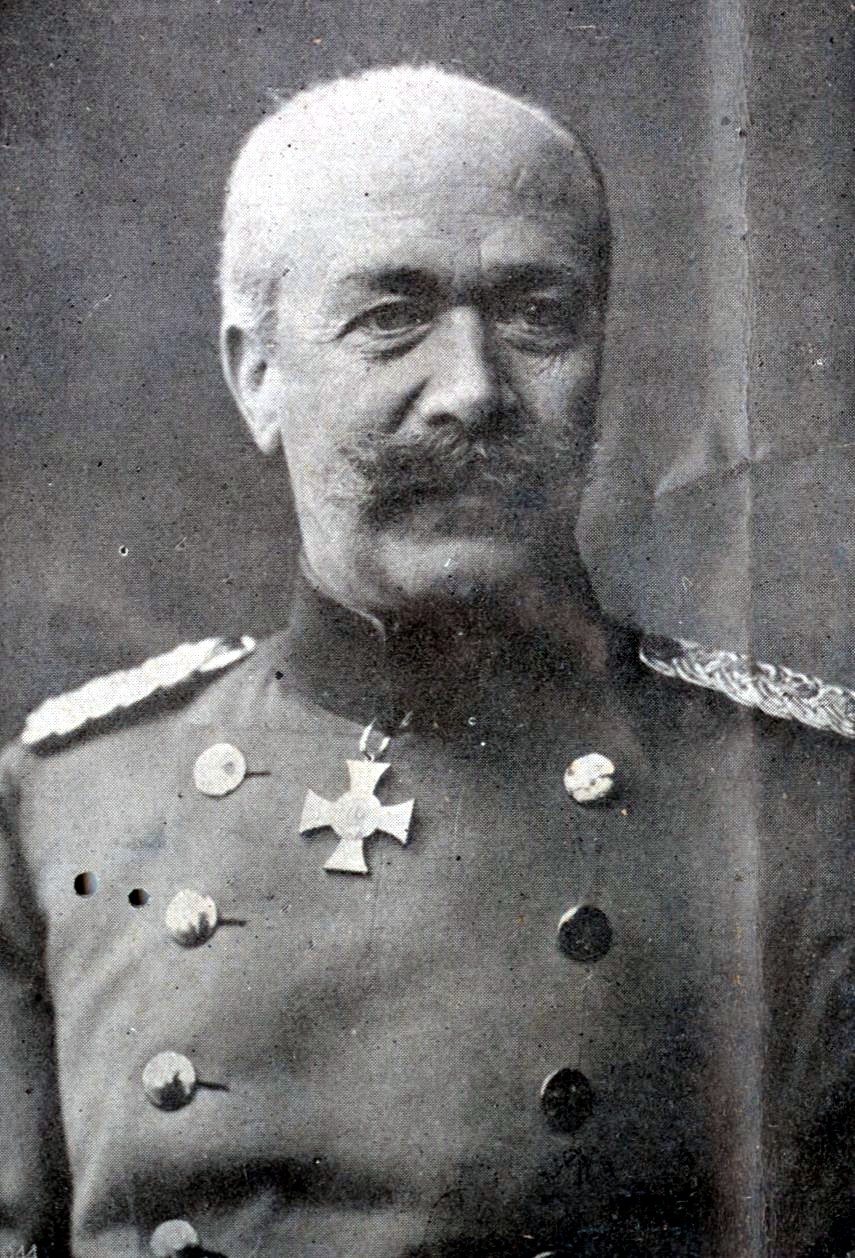
Hermann von François (* 1856)

- 1856: Hermann von François, deutscher General im Ersten Weltkrieg
- 1857: Alfred Ackermann-Teubner, deutscher Verleger und Buchhändler
- 1858: André Antoine, französischer Theaterdirektor
- 1860: Heinrich Schenck, deutscher Botaniker
- 1865: Henri Desgrange, französischer Herausgeber der Sportzeitung L’Auto, Begründer der Tour de France
- 1865: Ulrich Thieme, deutscher Kunsthistoriker
- 1865: Tichon, Patriarch der Russisch-orthodoxen Kirche
- 1866: Henry William Forster, 1. Baron Forster, britischer Politiker und siebter Generalgouverneur Australiens
- 1866: Emil Strauß, deutscher Dichter
- 1867: Mariusz Zaruski, polnischer General, Segelsportler, Bergsteiger, Schriftsteller, Lyriker und Maler
- 1868: Harold James, britischer Bogenschütze
- 1868: Carl Wilhelm Petersen, deutscher Politiker, Erster Bürgermeister von Hamburg
- 1868: Theodore William Richards, US-amerikanischer Chemiker, Nobelpreisträger
- 1869: Michael Herty, deutscher Bahnradsportler

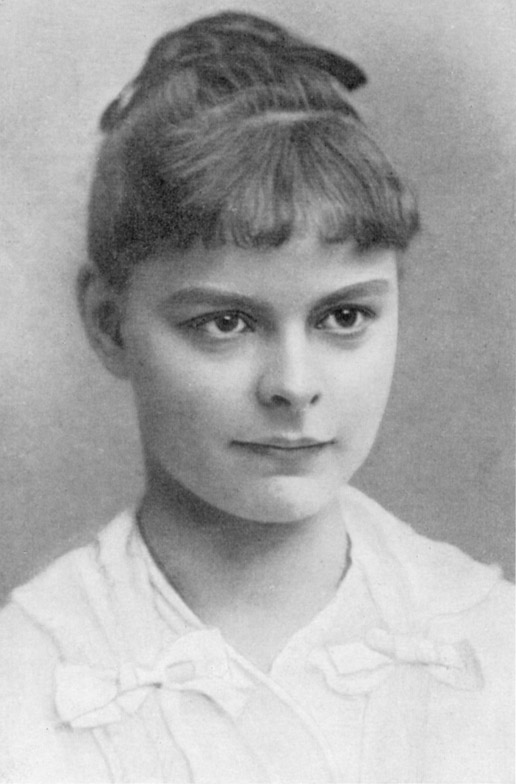
Helene Christaller (* 1872)

- 1872: Helene Christaller, deutsche Schriftstellerin
- 1872: Zane Grey, US-amerikanischer Schriftsteller

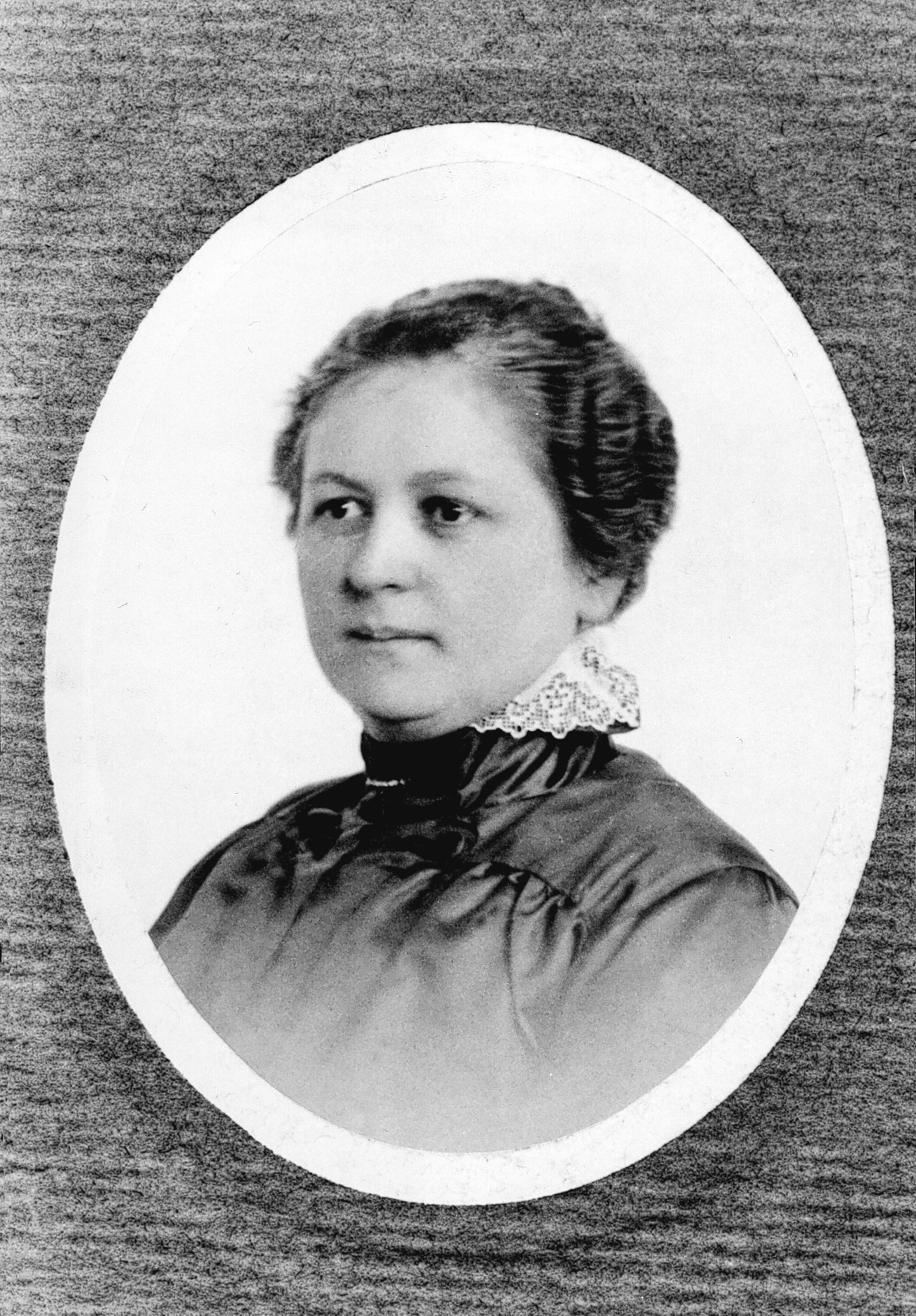
Melitta Bentz (* 1873)

- 1873: Melitta Bentz, deutsche Unternehmensgründerin, Erfinderin des Kaffeefilters
- 1874: Theodor Mollison, deutscher Anthropologe
- 1875: Stanisław Lubomirski, polnischer Magnat,  Unternehmer und Bankier
- 1875: Sepp Straffner, österreichischer Politiker
- 1876: Minna Bollmann, deutsche Politikerin (SPD), Mitglied der Weimarer Nationalversammlung und Widerstandskämpferin
- 1878: Heinrich Delp, deutscher Politiker, Bürgermeister von Darmstadt, Opfer des Nationalsozialismus
- 1878: Karl Senn, österreichischer Organist und Komponist
- 1880: Anton Arnold, österreichischer Opernsänger (Tenor)
- 1881: Irving Langmuir, US-amerikanischer Chemiker und Physiker, Nobelpreisträger
- 1883: Oskar von Hindenburg, deutscher General, Sohn des Reichspräsidenten Paul von Hindenburg
- 1883: Hermann Höpker-Aschoff, deutscher Politiker und Verfassungsgerichtspräsident
- 1884: Edgar Haßmann, lettischer Pastor und evangelischer Märtyrer

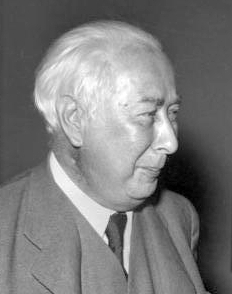
Theodor Heuss (* 1884)

- 1884: Theodor Heuss, deutscher Politikwissenschaftler, Politiker, MdB, erster Bundespräsident der Bundesrepublik Deutschland
- 1885: Heinrich Quiring, deutscher Geologe und Paläontologe
- 1889: Albert Aereboe, deutscher Maler
- 1890: Adolf Bach, deutscher Germanist
- 1890: René Marie, französischer Autorennfahrer
- 1890: Fritz Odemar, deutscher Schauspieler
- 1891: Max Drischner, deutscher Komponist, Organist und Cembalist
- 1892: Heinrich Bongartz, deutscher Jagdflieger im Ersten Weltkrieg
- 1892: Ozaki Kihachi, japanischer Schriftsteller

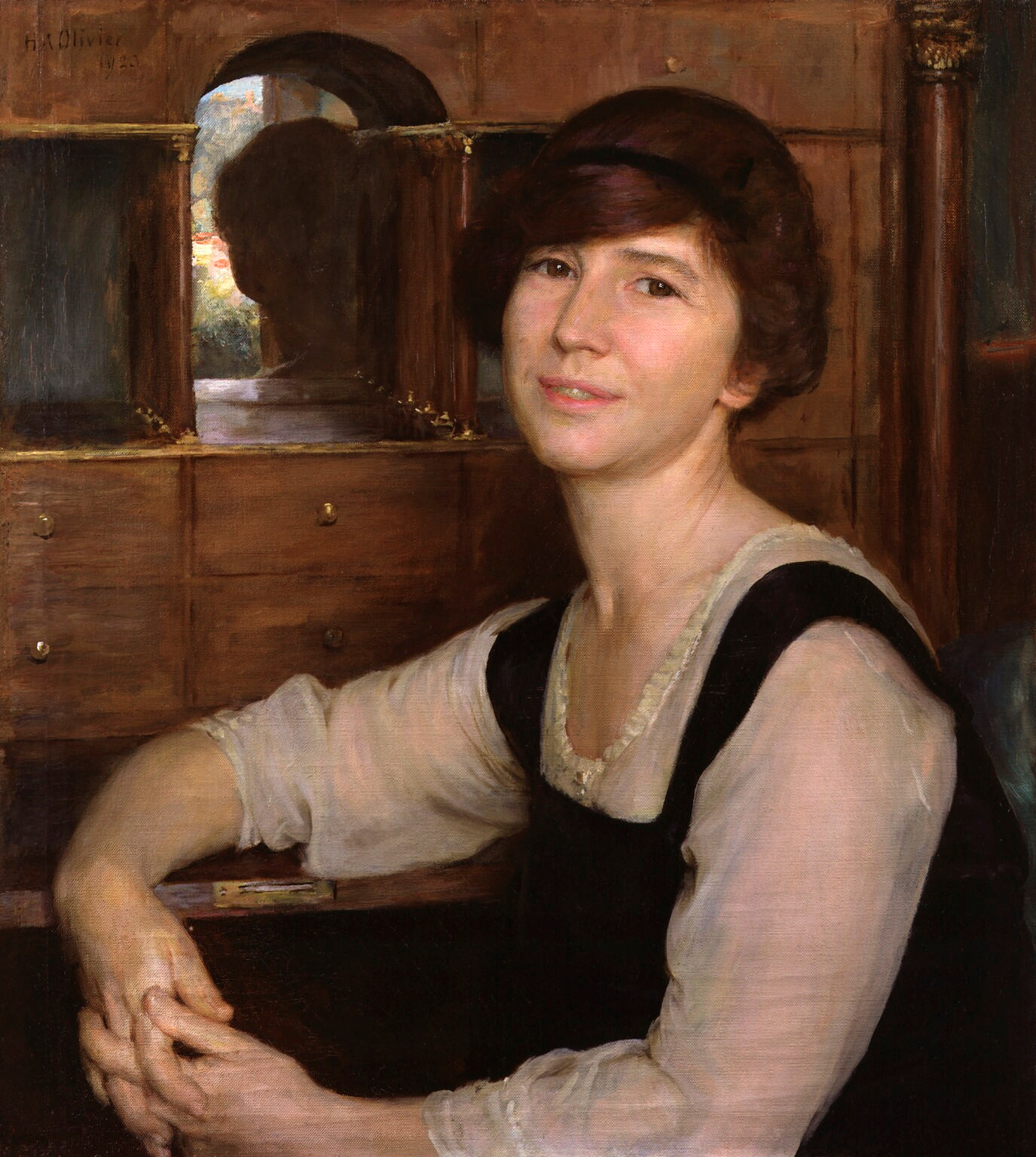
Freya Madeline Stark (* 1893)

- 1893: Freya Madeline Stark, britische Orient- und Reiseschriftstellerin
- 1894: Kojima Masajirō, japanischer Schriftsteller
- 1894: Albert Perrot, französischer Automobilrennfahrer
- 1894ː Paula Straus, deutsche Gold- und Silberschmiedin, NS-Opfer
- 1896: Josef Ackermann, deutscher Journalist
- 1896: Marianne Grunthal, deutsche Lehrerin, NS-Opfer
- 1896: Lewis Strauss, US-amerikanischer Politiker und Vorsitzender der Atomenergiebehörde
- 1897: Nabia Abbott, US-amerikanische Islamwissenschaftlerin
- 1897: Ahmad Schah Kadschar, persischer Schah, letzter Herrscher der Kadscharen-Dynastie
- 1900: Omraam Mikhaël Aïvanhov, bulgarischer Philosoph und Pädagoge
- 1900: Hermann Hölter, deutscher Generalleutnant und Moderner Fünfkämpfer
- 1900: Lisa Korspeter, deutsche Politikerin und MdB

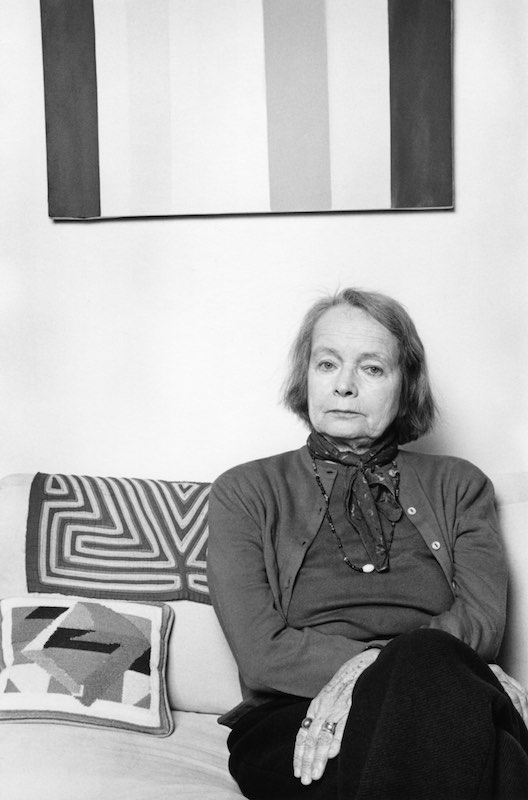
Betty Parsons (* 1900)

- 1900: Betty Parsons, US-amerikanische Künstlerin und Galeristin (Mutter des Abstrakten Expressionismus)

### 20. Jahrhundert

#### 1901–1925
- 1901: Blaž Arnič, slowenischer Komponist
- 1901: Marie Luise Kaschnitz, deutsche Schriftstellerin
- 1902: Tallulah Bankhead, US-amerikanische Schauspielerin

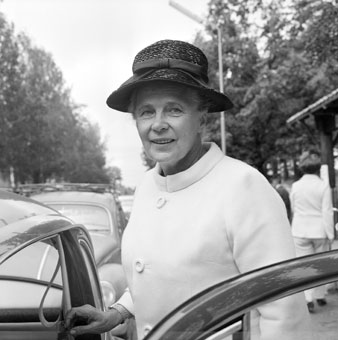
Alva Myrdal (* 1902)

- 1902: Alva Myrdal, schwedische Soziologin und Politikerin, Nobelpreisträgerin
- 1902: Willy Spühler, Schweizer Politiker
- 1903: Joseph Illerhaus, deutscher Politiker, MdB, MdEP
- 1904: Frederick H. Boland, irischer Politiker
- 1904: Max Sulzbachner, Schweizer Maler
- 1905: John O’Hara, US-amerikanischer Schriftsteller
- 1905: Martin Hellberg, deutscher Regisseur, Schauspieler und Autor
- 1906: Benjamin Frankel, britischer Komponist
- 1906: Roosevelt Sykes, US-amerikanischer Blues-Pianist
- 1907: Freddie de Clifford, britischer Automobilrennfahrer und Peer
- 1907ː Kreszentia Hummel, deutsche Bäuerin und Pfarrhaushälterin, Gerechte unter den Völkern
- 1907: Georg Wurzer, deutscher Fußballtrainer
- 1908: Bill Cantrell, US-amerikanischer Automobilrennfahrer
- 1908: Atahualpa Yupanqui, argentinischer Sänger, Songwriter, Gitarrist und Schriftsteller
- 1909: Hans Werner von Aufseß, deutscher Jurist, Ministerialbeamter und Autor
- 1909: Gregor Hradetzky, österreichischer Kanute
- 1910: Emmy Diemer-Nicolaus, deutsche Rechtsanwältin und Politikerin, MdL, MdB
- 1910: Ludwig von Moos, Schweizer Politiker
- 1910: Giorgio Perlasca, italienischer Geschäftsmann, Faschist, Retter tausender Juden in Budapest, Gerechter unter den Völkern
- 1910: Nomi Rubel, deutsche Schriftstellerin
- 1911: Hans Arens, deutscher Literatur- und Sprachwissenschaftler
- 1911: Josef Rösing, deutscher Politiker, MdB
- 1913: Don Hutson, US-amerikanischer American-Football-Spieler und -Trainer
- 1913: Wayne Millner, US-amerikanischer American-Football-Spieler und -Trainer
- 1913: Gustav Sichelschmidt, deutscher Schriftsteller
- 1914: Hugh Joseph Addonizio, US-amerikanischer Politiker
- 1914: Julian von Károlyi, deutscher Pianist
- 1914: Carey Loftin, US-amerikanischer Schauspieler und Stuntman
- 1914: André Ramseyer, Schweizer Bildhauer
- 1915: Bobby Hackett, US-amerikanischer Jazz-Trompeter, -Kornettist und -Gitarrist
- 1915: Alan Lomax, US-amerikanischer Folklore- und Musikforscher
- 1915: Thomas Merton, US-amerikanischer Trappist, Schriftsteller und Mystiker
- 1916: Sangoulé Lamizana, burkinischer Politiker
- 1916: Carlos Jiménez Mabarak, mexikanischer Komponist
- 1916: Frank Parker, US-amerikanischer Tennisspieler
- 1917: Hans Posegga, deutscher Komponist, Pianist und Dirigent
- 1918: Karl Emerich Krämer, deutscher Schriftsteller
- 1919: Hans Katzer, deutscher Politiker, MdEP, MdB, Bundesminister

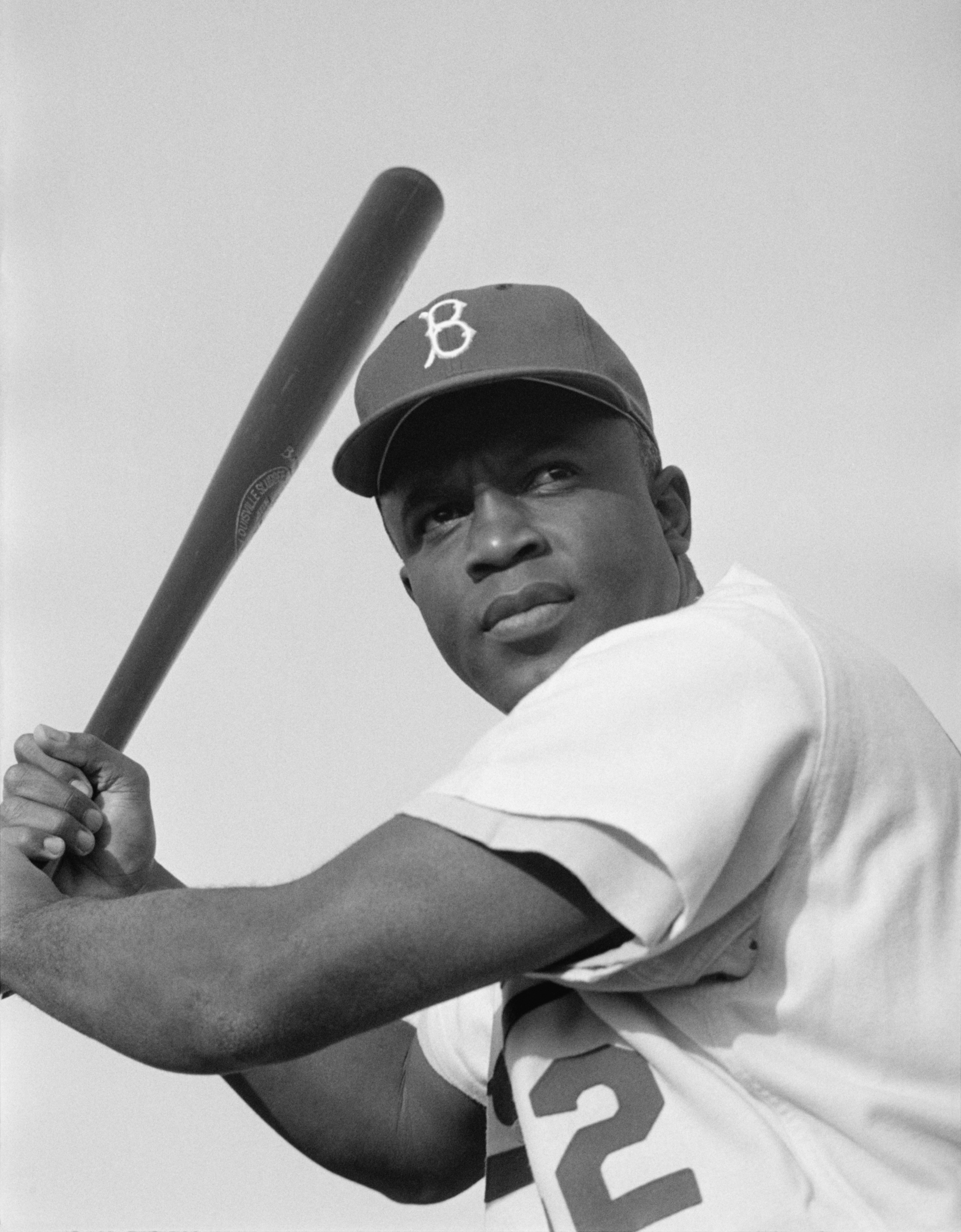
Jackie Robinson (* 1919)

- 1919: Jackie Robinson, erster afroamerikanischer Baseball-Spieler in der MLB
- 1920: Ana María González, mexikanische Sängerin

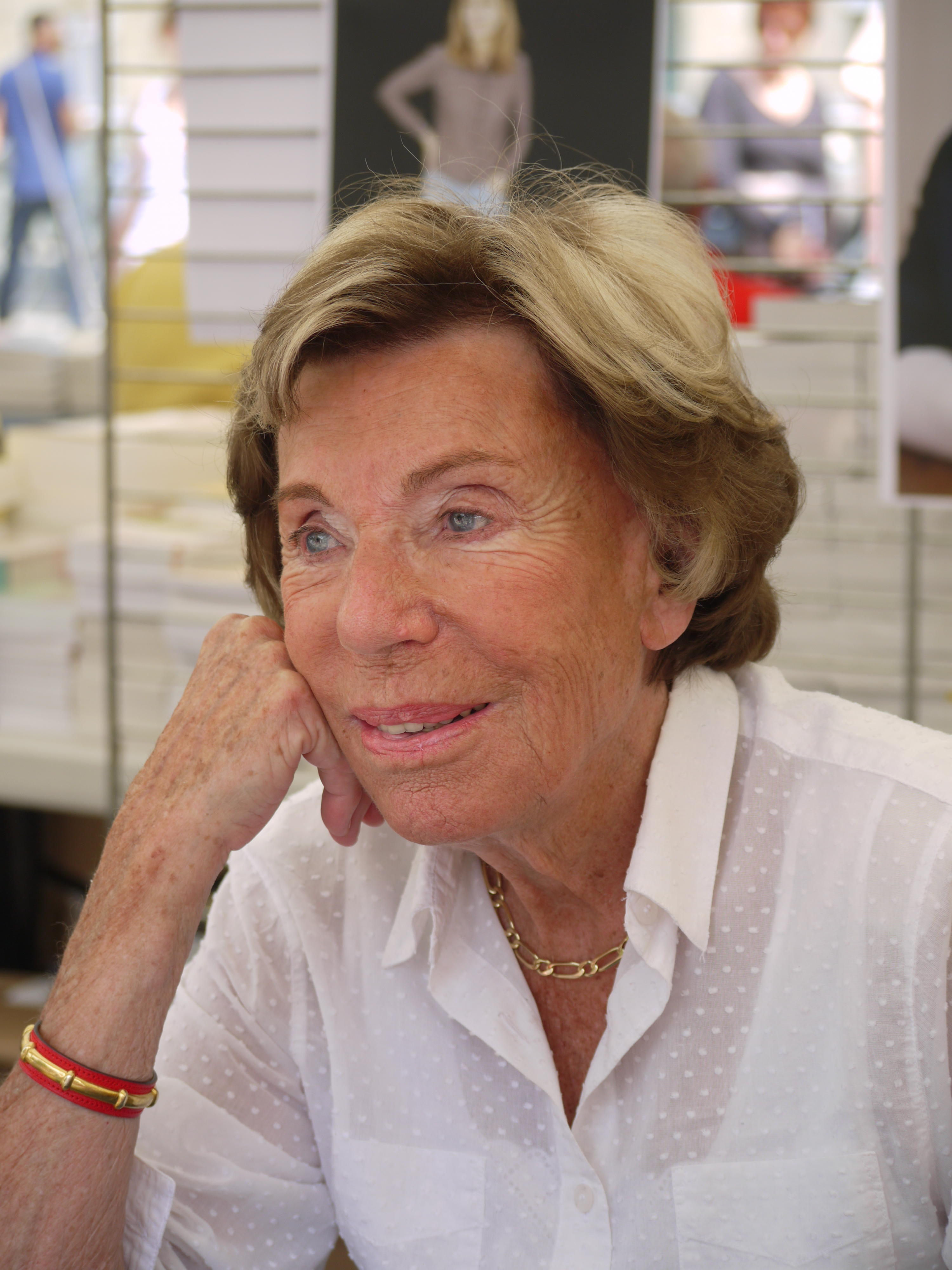
Benoîte Groult (* 1920)

- 1920: Benoîte Groult, französische Schriftstellerin und Journalistin
- 1920: Stewart Udall, US-amerikanischer Politiker
- 1921: John Agar, US-amerikanischer Schauspieler
- 1921: John Anderson, US-amerikanischer Trompeter
- 1921: Eva-Maria Buch, deutsche Widerstandskämpferin, Mitglied der Roten Kapelle
- 1921: Kurt Marti, Schweizer Pfarrer und Schriftsteller
- 1921: Mario Lanza, US-amerikanischer Sänger
- 1922: W. Ross Adey, australischer Neurowissenschaftler
- 1922: Marcel Jullian, französischer Autor und Publizist, Regisseur und Fernsehproduzent
- 1923: Hermann Schmitt-Vockenhausen, deutscher Politiker, MdB
- 1923: Norman Mailer, US-amerikanischer Schriftsteller
- 1923: Jorge María Mejía, argentinischer Kurienkardinal
- 1924: Tengis Abuladse, georgischer Filmregisseur
- 1924: João Luiz Areias Netto, brasilianischer Diplomat
- 1925: Guido Jendritzko, deutscher Bildhauer, Maler und Fotograf
- 1925ː Marianne Kehlau, deutsche Schauspielerin und Synchronsprecherin
- 1925ː Krizia, italienische Modedesignerin
- 1925: Adele Kurzweil, österreichisches Holocaustopfer

#### 1926–1950
- 1926: Johannes Joachim Degenhardt, deutscher Kardinal und Erzbischof von Paderborn
- 1926: Rudolf Kopp, deutscher Skilangläufer
- 1926: Maria Emanuel Markgraf von Meißen, Oberhaupt des ehemals königlich sächsischen Hauses Wettin
- 1927: Karl-Otto Habermehl, deutscher Arzt und Virologe
- 1928: Michael Degen, deutscher Theater- und Filmschauspieler
- 1928: Chuck Willis, US-amerikanischer Blues- und Rhythm-and-Blues-Sänger und Songwriter
- 1929: Girolamo Arnaldi, italienischer Mittelalterhistoriker
- 1929: Kurt Bretterbauer, österreichischer Geodät

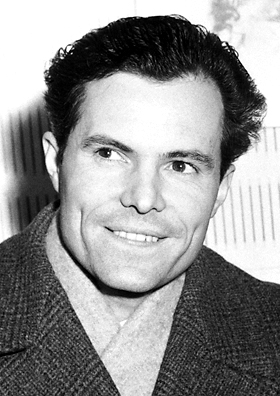
Rudolf Mößbauer (* 1929)

- 1929: Rudolf Mößbauer, deutscher Physiker, Nobelpreisträger (Mößbauer-Effekt)
- 1929: Vera Schwarz, deutsche Cembalistin und Musikforscherin
- 1929: Jean Simmons, britisch-US-amerikanische Schauspielerin
- 1930: Joakim Bonnier, schwedischer Automobilrennfahrer
- 1930: Sergius Golowin, Schweizer Publizist und Mythenforscher
- 1930: Friedrich Witt, deutscher Kontrabassist
- 1931: Hansjörg Felmy, deutscher Theater- und Filmschauspieler
- 1933: Joachim Herrmann, deutscher Rechtswissenschaftler
- 1933: Bernardo Provenzano, italienischer Bandenführer der Cosa Nostra
- 1933: Ruedi Rymann, Schweizer Jodler
- 1933: Jun John Sakurai, japanischer Physiker
- 1934: Peter Ackermann, deutscher Maler und Grafiker
- 1934: Ernesto Brambilla, italienischer Motorrad- und Automobilrennfahrer
- 1934: Marwan Kassab-Bachi, syrischer Maler

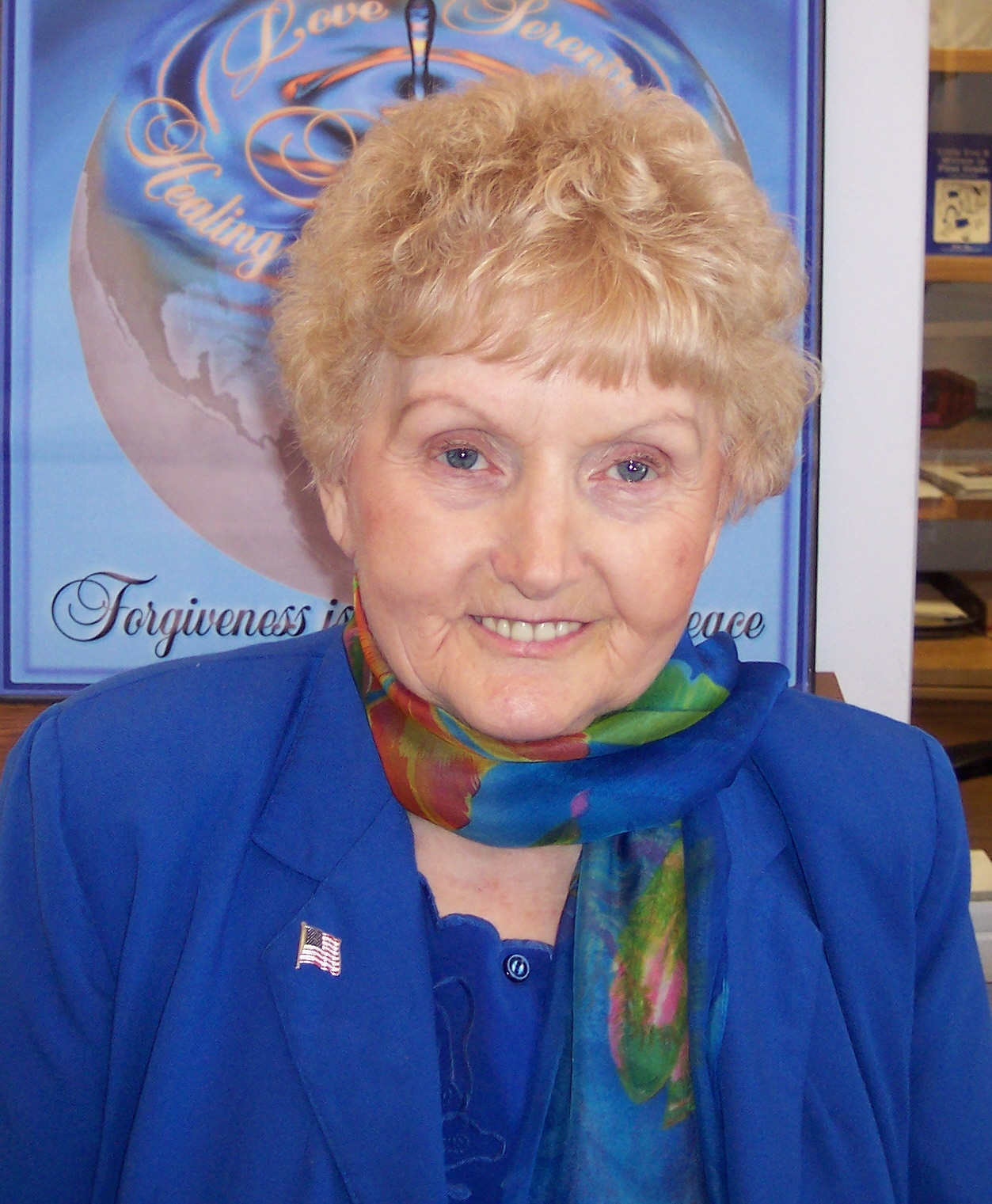
Eva Mozes Kor (* 1934)

- 1934ː Eva Mozes Kor, rumänische Überlebende des Holocaust
- 1934: Horst Stobbe, deutscher Ruderer
- 1934: Bobby Lee Trammell, US-amerikanischer Rockabilly-Musiker und Politiker
- 1935: Bojidar Dimov, bulgarisch-deutscher Komponist
- 1935: Kenzaburō Ōe, japanischer Schriftsteller, Nobelpreisträger
- 1935: Willi Schrade, deutscher Schauspieler
- 1936: Hiroshi Hoshina, japanischer Komponist und Dirigent
- 1936: Arnold Vitarbo, US-amerikanischer Sportschütze
- 1937: Regimantas Adomaitis, litauischer Film- und Theaterschauspieler
- 1937: Willi Erdmann, deutscher Jurist, Richter am Bundesgerichtshof
- 1937: Philip Glass, US-amerikanischer Komponist
- 1937: Johannes Kunisch, deutscher Historiker
- 1937: Suzanne Pleshette, US-amerikanische Schauspielerin
- 1937: Karin-Huberta Ritter, deutsche Juristin, Bundesrichterin am Bundesgerichtshof
- 1937: Helke Sander, deutsche Regisseurin und Autorin

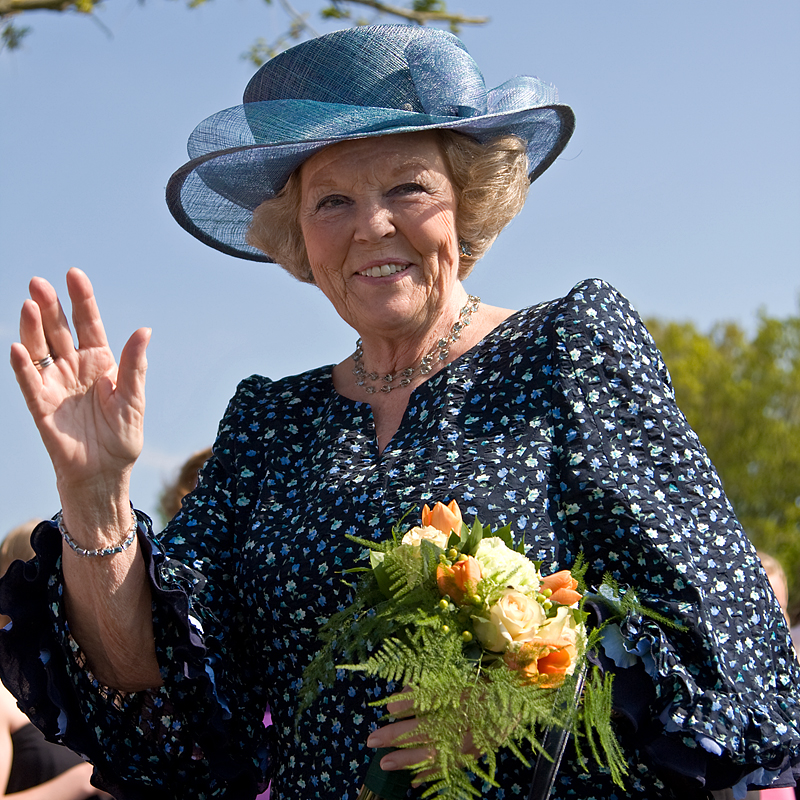
Beatrix der Niederlande (* 1938)

- 1938: Beatrix, Prinzessin und ehemalige Königin der Niederlande, Prinzessin von Oranien-Nassau und zur Lippe-Biesterfeld
- 1938: Lynn Carlin, US-amerikanische Schauspielerin
- 1938: Eike Reuter, deutscher Kirchenmusiker, Landeskirchenmusikdirektor von Thüringen
- 1939: Helmut Baumann, deutscher Tänzer, Schauspieler und Musicalregisseur
- 1940: Peter Andrews, britischer Paläoanthropologe
- 1940: Helmut Hunger, deutscher Fußballspieler
- 1941: Eugène Terre’Blanche, südafrikanischer Politiker
- 1941: Jessica Walter, US-amerikanische Schauspielerin

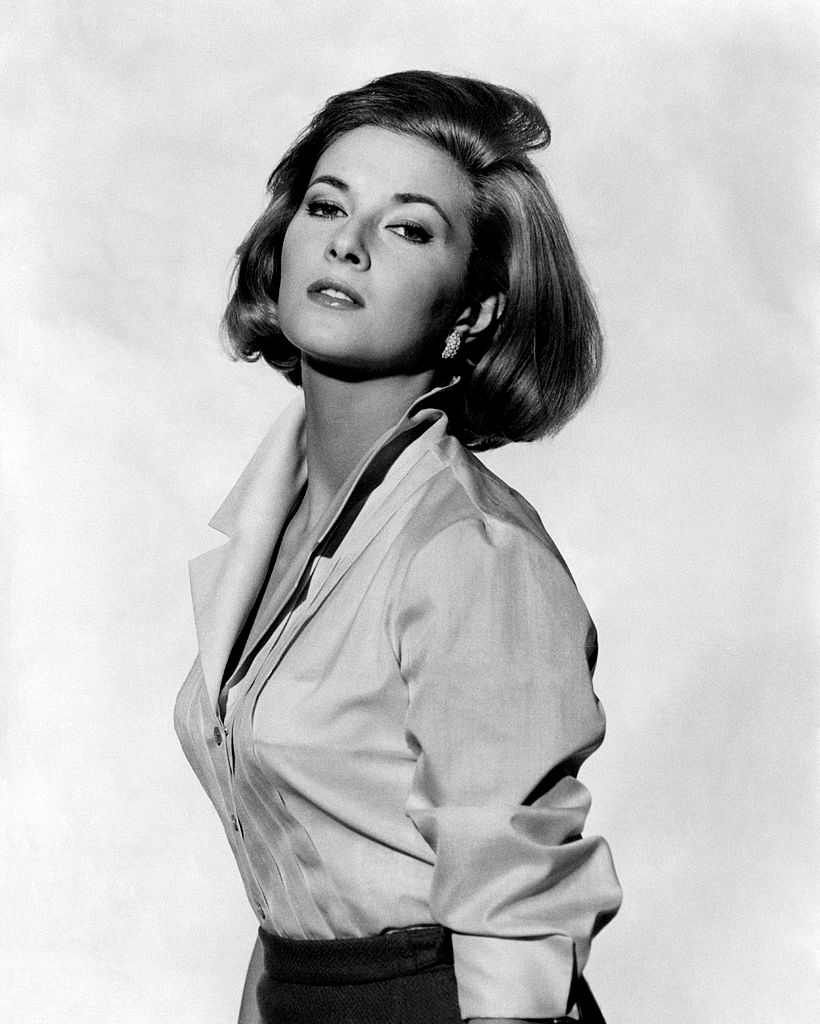
Daniela Bianchi (* 1942)

- 1942: Daniela Bianchi, italienische Schauspielerin
- 1942: Daniel Goeudevert, französischer Literat, Automanager und Unternehmensberater
- 1942: Derek Jarman, britischer Filmregisseur
- 1943: Héctor Ramírez, kubanischer Turner
- 1944: Spartaco Landini, italienischer Fußballspieler
- 1944: Uwe Kockisch, deutscher Schauspieler
- 1944: Heidi Mahler, deutsche Schauspielerin
- 1944: Charlie Musselwhite, US-amerikanischer Bluesmusiker
- 1944: Armin Vidal, deutscher Ornithologe
- 1945: Matthias Beltz, deutscher Kabarettist und Autor
- 1945: Noah Creshevsky, US-amerikanischer Komponist und Musikpädagoge
- 1946: Terry Alan Kath, US-amerikanischer Musiker
- 1946: Willi Seebauer, deutscher Fußballspieler

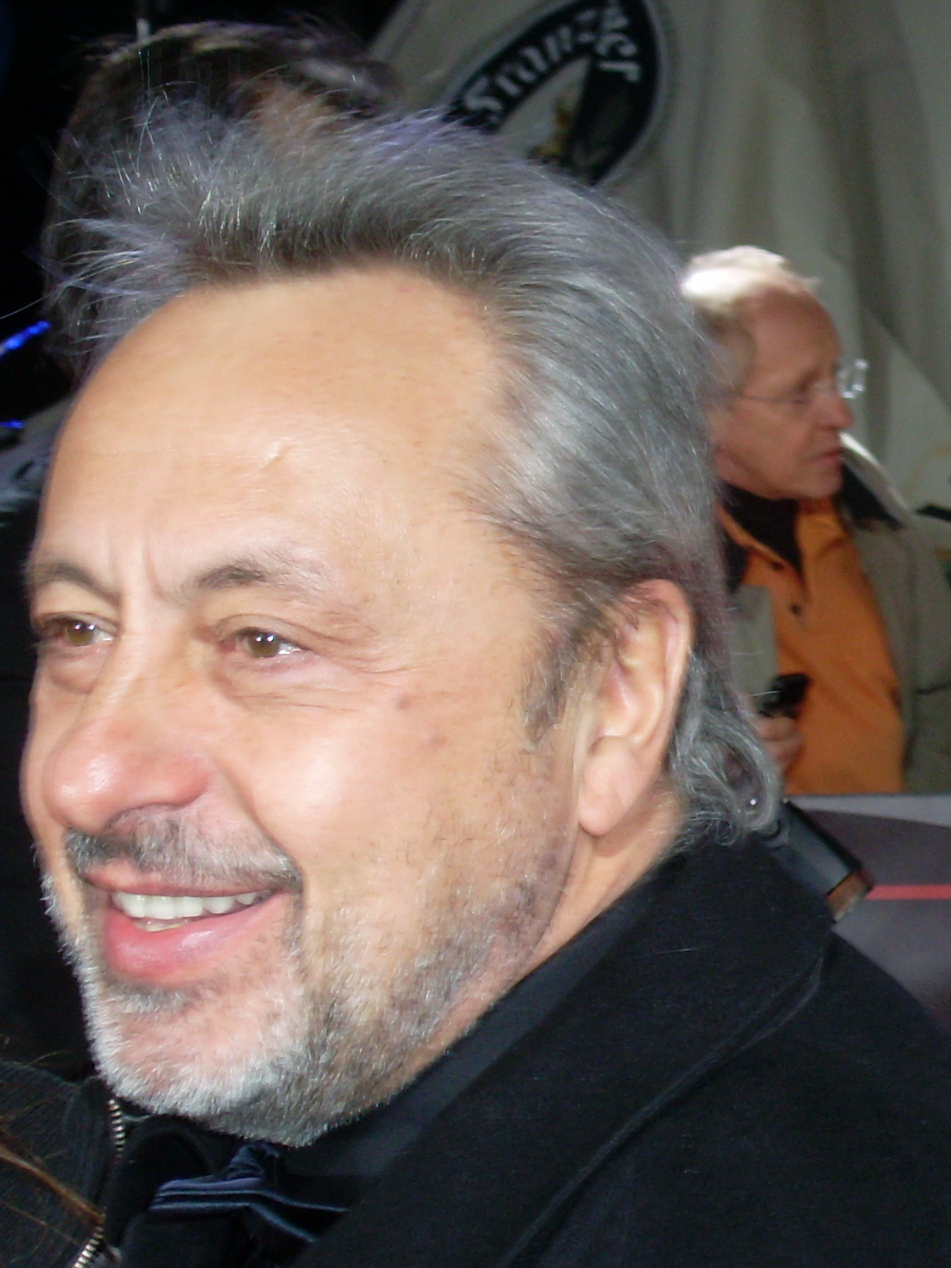
Wolfgang Stumph (* 1946)

- 1946: Wolfgang Stumph, deutscher Schauspieler und Kabarettist
- 1946: Wilfried Terno, deutscher Jurist, Richter am Bundesgerichtshof
- 1946: Bobby Windsor, walisischer Rugbyspieler
- 1947: Jonathan Banks, US-amerikanischer Schauspieler
- 1947: Paul Hoser, deutscher Historiker
- 1947: Petr Pavlásek, tschechoslowakischer Gewichtheber
- 1947: Rudolf Schieffer, deutscher Historiker

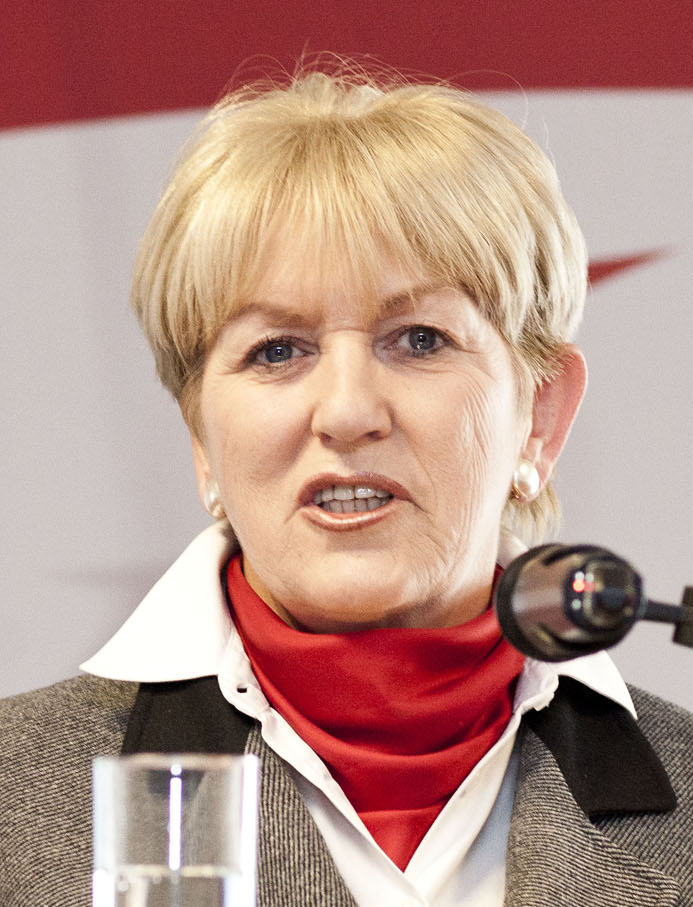
Maria Rauch-Kallat (* 1949)

- 1949: Maria Rauch-Kallat, österreichische Politikerin, Bundesministerin
- 1949: Ken Wilber, US-amerikanischer Philosoph
- 1950: Robert Grubb, australischer Schauspieler

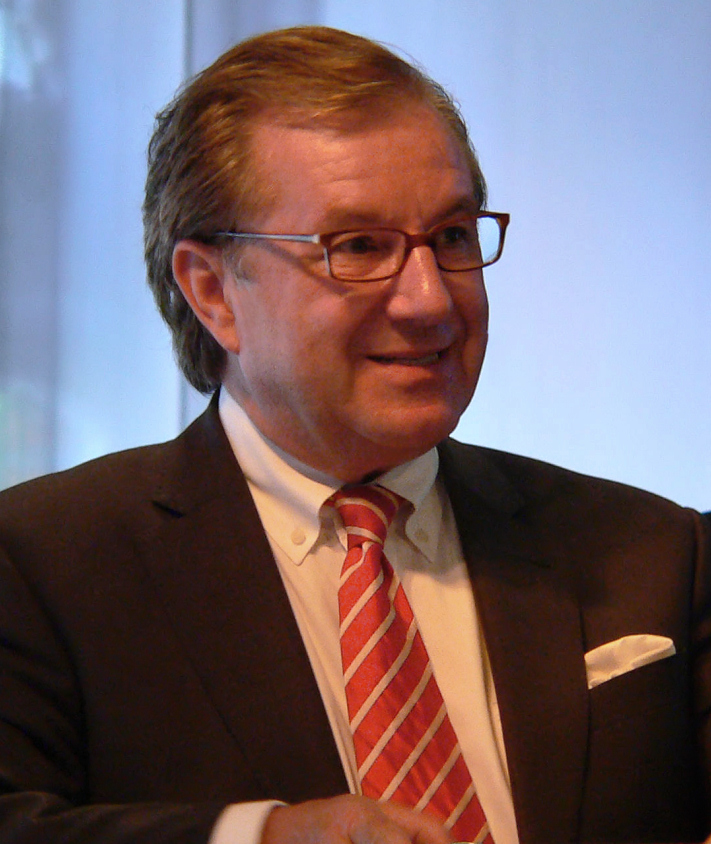
Jan Hofer (* 1950)

- 1950: Jan Hofer, deutscher Nachrichtensprecher
- 1950: Joachim Masuch, deutscher Fußballfunktionär
- 1950: Wilfried Nippel, deutscher Althistoriker
- 1950: Leili Pärnpuu, estnische Schachspielerin
- 1950: Karl Sevelda, österreichischer Bankmanager

#### 1951–1975

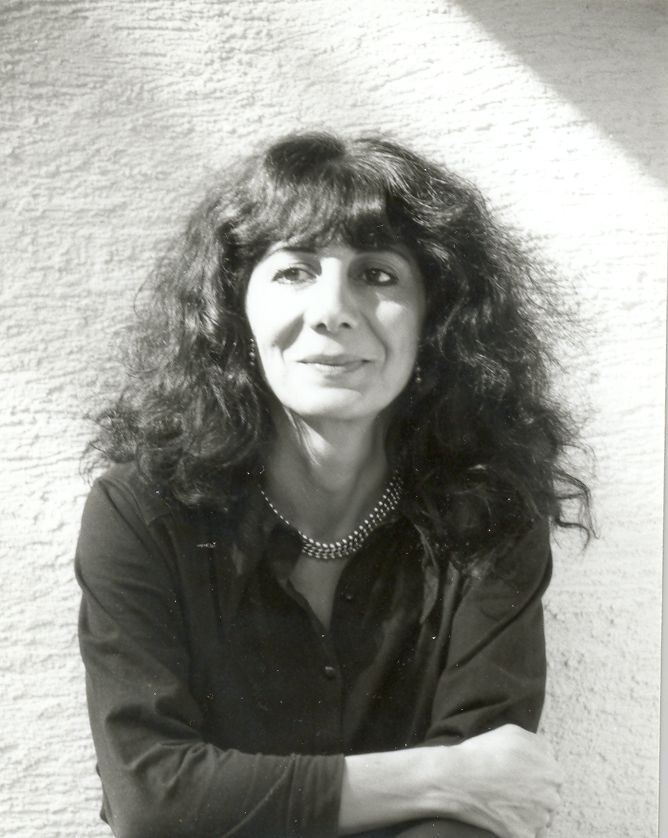
Farideh Akashe-Böhme (* 1951)

- 1951: Farideh Akashe-Böhme, deutsch-iranische Autorin
- 1951: Holger Hantke, deutscher Musiker, Komponist und Musiklehrer
- 1951: Wiebke Hendriksen, deutsche Tischtennisspielerin
- 1951: Dieter Hillebrand, deutscher Politiker
- 1951: Costas Los, griechischer Automobilrennfahrer
- 1951: Phil Manzanera, britischer Musiker
- 1951: Cristine Rose, US-amerikanische Schauspielerin
- 1952: Ulrike Apel-Haefs, deutsche Politikerin, MdL
- 1952: Rodolfo Daluisio, argentinischer Komponist, Bandoneonist und Organist, Chorleiter und Musikpädagoge
- 1953: Gertrude Lübbe-Wolff, deutsche Bundesrichterin am Bundesverfassungsgericht
- 1953: Andreas Lukoschik, deutscher Fernsehmoderator, Schauspieler und Autor
- 1953: Louis Wright, US-amerikanischer American-Football-Spieler
- 1954: Mauro Baldi, italienischer Automobilrennfahrer

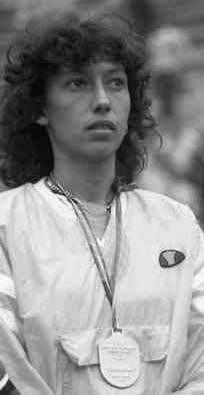
Virginia Ruzici (* 1955)

- 1955: Virginia Ruzici, rumänische Tennisspielerin
- 1956: Wera Witaljewna Glagolewa, sowjetisch/russische Theater- und Filmschauspielerin, Drehbuchautorin und Regisseurin
- 1956: John Lydon, britischer Musiker (Sex Pistols)
- 1956: Artur Mas, katalanischer Politiker
- 1956: Klaus Ploghaus, deutscher Leichtathlet
- 1957: Ronald Åhman, schwedischer Fußballspieler
- 1957: Henrik Dam Kristensen, dänischer Politiker, Präsident des Folketings
- 1957: Klaus Merkel, deutscher Kameramann
- 1958: Bernd Baumann, deutscher Ökonom und Politiker, MdB
- 1958: Armin Reichel, deutscher Fußballspieler
- 1959: Pierre Aïm, französischer Kameramann
- 1959: Kelly Lynch, US-amerikanische Schauspielerin
- 1959: Alessandro Paganessi, italienischer Radrennfahrer
- 1959: Petar Popangelow, bulgarischer Skirennläufer
- 1960: Bernhard Kempen, deutscher Jurist und Professor
- 1961: Lloyd Cole, britischer Musiker und Songwriter
- 1961: Torsten Michaelis, deutscher Schauspieler
- 1962: Ronald Schweppe, niederländischer Schriftsteller und Musiker
- 1963: Manuela Di Centa, italienische Skilangläuferin
- 1964: Sharon Cain, US-amerikanische Handballspielerin
- 1964: Jeff Hanneman, US-amerikanischer Gitarrist (Slayer)
- 1965: Andri Marteinsson, isländischer Fußballspieler
- 1965: Ofra Harnoy, kanadische Cellistin
- 1966: Anne Berge, norwegische Skirennläuferin
- 1966: Jorge González, argentinischer Basketballspieler und Wrestler
- 1966: Rolf Järmann, Schweizer Radfahrer
- 1966: Tobias J. Lehmann, deutscher Schauspieler und Theaterregisseur

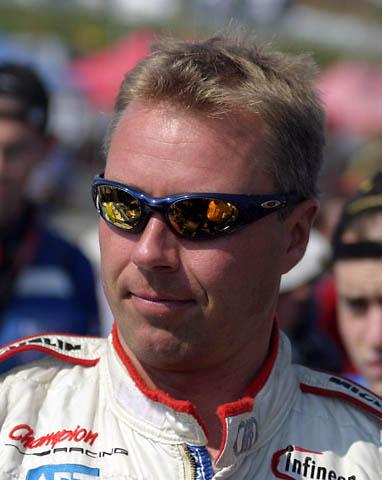
JJ Lehto (* 1966)

- 1966: JJ Lehto, finnischer Rennfahrer
- 1966: Brian Mikkelsen, dänischer Politiker, mehrfacher Minister
- 1966: Thomas Treß, deutscher Fußballfunktionär
- 1966: Christopher Truswell, australischer Schauspieler und Sprecher
- 1967: Stefan Beuse, deutscher Schriftsteller
- 1967: Chad Channing, US-amerikanischer Musiker (Nirvana)
- 1967: Fat Mike, US-amerikanischer Musiker
- 1967: Shauna Rolston, kanadische Cellistin
- 1968: Markus Foser, Liechtensteiner Skirennläufer
- 1968: Marina Kielmann, deutsche Roll- und Eiskunstläuferin
- 1968: Petra Schubert, deutsche Badmintonspielerin
- 1969: Katjuša Pušnik, slowenische Skirennläuferin

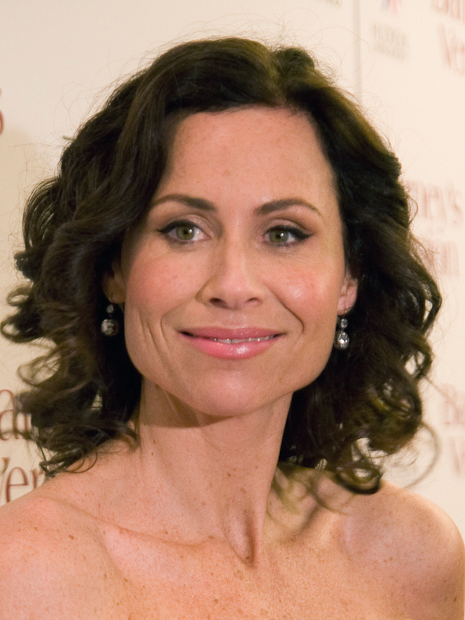
Minnie Driver (* 1970)

- 1970: Minnie Driver, britische Schauspielerin, Sängerin und Songschreiberin
- 1971: Matthias Berninger, deutscher Politiker, MdB
- 1971: Patricia Velásquez, venezolanische Schauspielerin
- 1972: Manfred Kainz, österreichischer Motorradrennfahrer und -teambesitzer
- 1973: Portia de Rossi, australische Schauspielerin
- 1974: Regina Aspalter, österreichische Landwirtin und Politikerin, LAbg
- 1974: Silke Bodenbender, deutsche Schauspielerin
- 1974: Lisa Karlström, deutsche Schauspielerin
- 1974: Andrew Lockington, kanadischer Komponist
- 1974: Stephan von Soden, deutscher Theaterschauspieler
- 1975: Birgit Kelle, deutsche Journalistin und Publizistin
- 1975: Matt Rhule, US-amerikanischer American-Football-Trainer
- 1975: Preity Zinta, indische Schauspielerin

#### 1976–2000
- 1976: Traianos Dellas, griechischer Fußballspieler
- 1976: Buddy Rice, US-amerikanischer Automobilrennfahrer
- 1977: Torri Edwards, US-amerikanische Leichtathletin, Olympiamedaillengewinnerin, Weltmeisterin
- 1977: Eddie Gustafsson, schwedischer Fußballspieler
- 1977: Olessya Kulakova, kasachische und deutsche Volleyballspielerin
- 1977: Sergei Pareiko, estnischer Fußballspieler

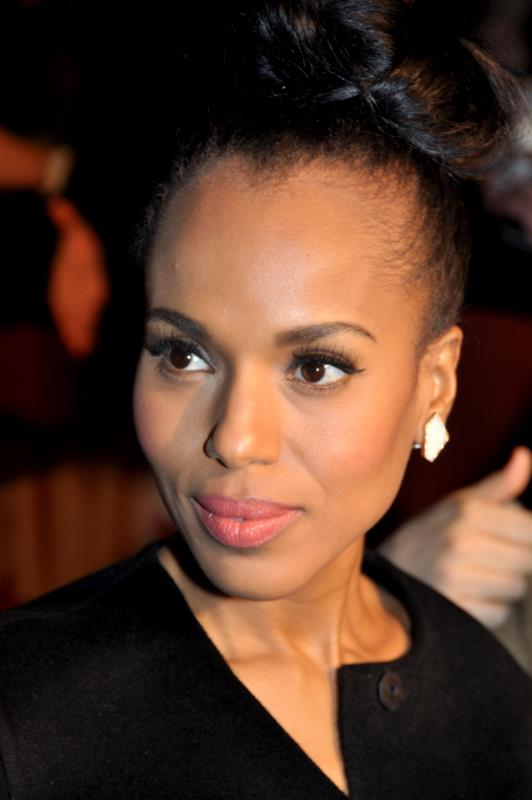
Kerry Washington (* 1977)

- 1977: Kerry Washington, US-amerikanische Schauspielerin
- 1979: Fərid Abbasov, aserbaidschanischer Schachspieler und -trainer
- 1979: Brahim Asloum, französischer Boxer, Olympiasieger
- 1979: Bartosz Jurecki, polnischer Handballspieler und -trainer

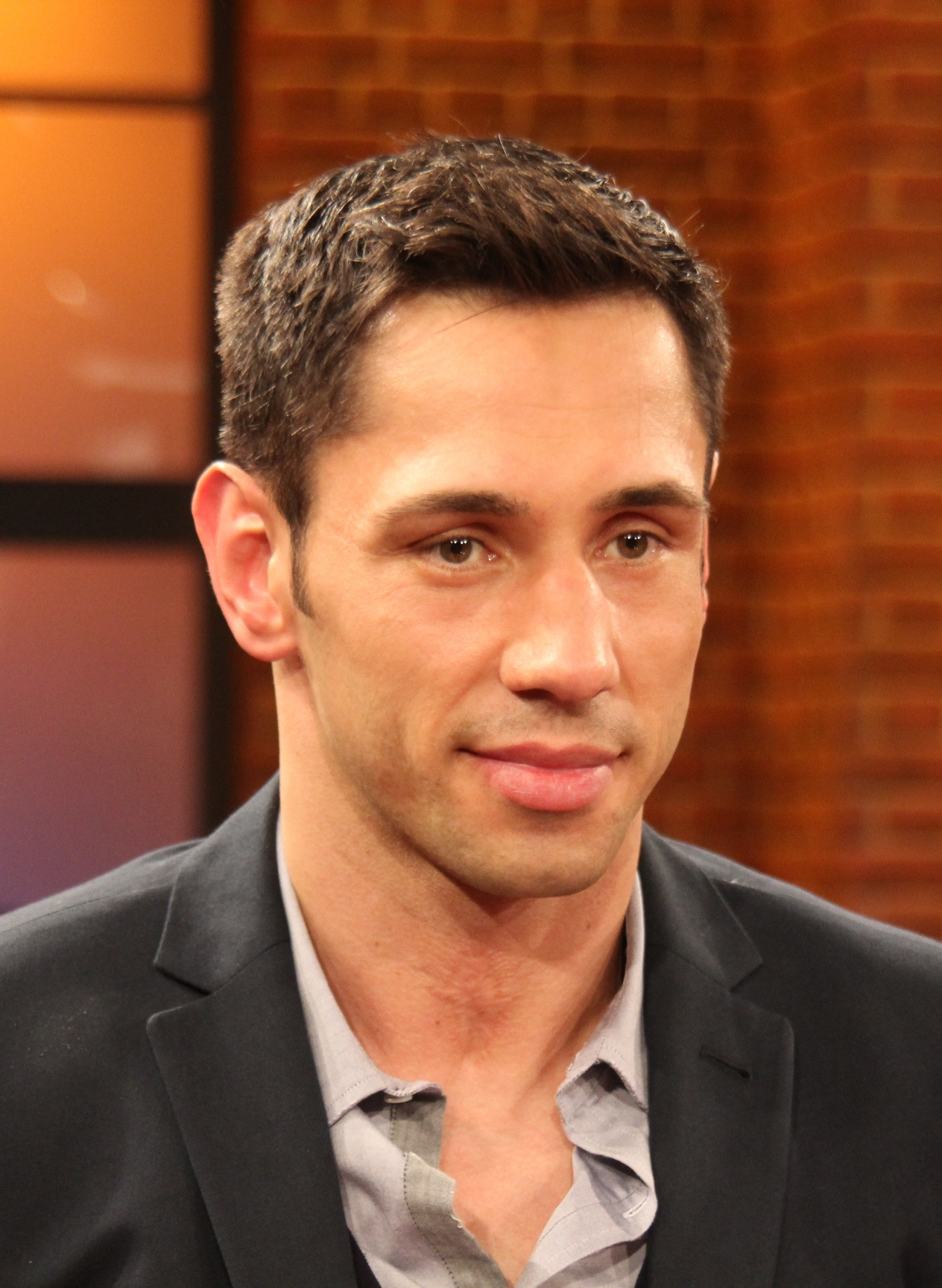
Felix Sturm (* 1979)

- 1979: Felix Sturm, deutscher Boxer, Weltmeister
- 1979: Jenny Wolf, deutsche Eisschnellläuferin, Weltmeisterin, Olympiamedaillengewinnerin
- 1980: Joel Brown, US-amerikanischer Leichtathlet
- 1980: Ramona Kühne, deutsche Boxerin
- 1980: Nick Leventis, britischer Automobilrennfahrer und Rennstallbesitzer
- 1980: Mohamed Mokrani, französisch-algerischer Handballspieler
- 1981: Amrita Arora, indische Filmschauspielerin
- 1981: Selçuk Şahin, türkischer Fußballspieler

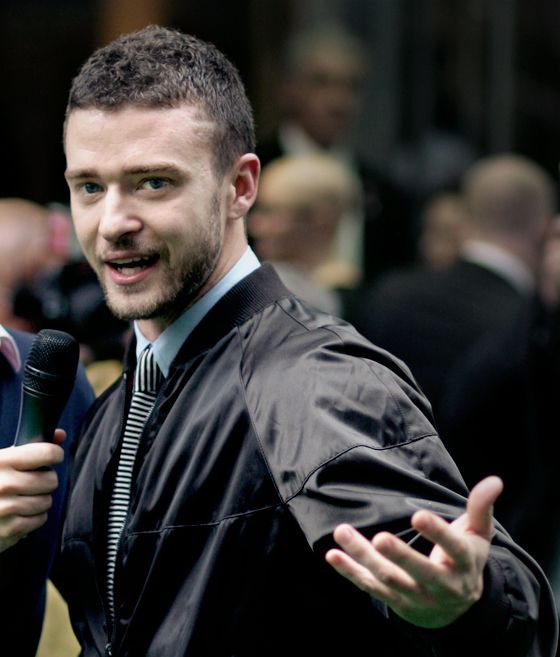
Justin Timberlake (* 1981)

- 1981: Justin Timberlake, US-amerikanischer Popmusiker (*NSYNC) und Schauspieler
- 1981: Antal Zalai, ungarischer Geiger
- 1982: Jekaterina Sergejewna Ananina, russische Badmintonspielerin
- 1982: Maret Ani, estnische Tennisspielerin
- 1982: Enrico Gaede, deutscher Fußballspieler
- 1982: Ronny Göhl, deutscher Handballspieler
- 1982: Andreas Görlitz, deutscher Fußballspieler
- 1982: Elena Paparizou, griechische Sängerin
- 1983: Adriano Angeloni, italienischer Radrennfahrer
- 1983: Elizabeth Armstrong, US-amerikanische Wasserballspielerin, Weltmeisterin, Olympiasiegerin
- 1983: Fabio Quagliarella, italienischer Fußballspieler
- 1983: Katharina Thewes, deutsche Handballspielerin
- 1984: Alexander Ludwig, deutscher Fußballspieler
- 1984: Alessandro Rosina, italienischer Fußballspieler
- 1984: Franziska Steil, deutsche Handballspielerin und -trainerin
- 1984: Jeremy Wariner, US-amerikanischer Leichtathlet, Olympiasieger, Weltmeister
- 1985: Christophe Berra, schottischer Fußballspieler
- 1985: Adam Federici, australischer Fußballspieler
- 1986: Cassandra Engel, deutsche Handballspielerin
- 1986: Yves Makabu-Makalambay, belgischer Fußballspieler
- 1986: Sascha Pichler, österreichischer Fußballspieler
- 1987: Alona Hertha, deutsches Model, Playmate und Schauspielerin

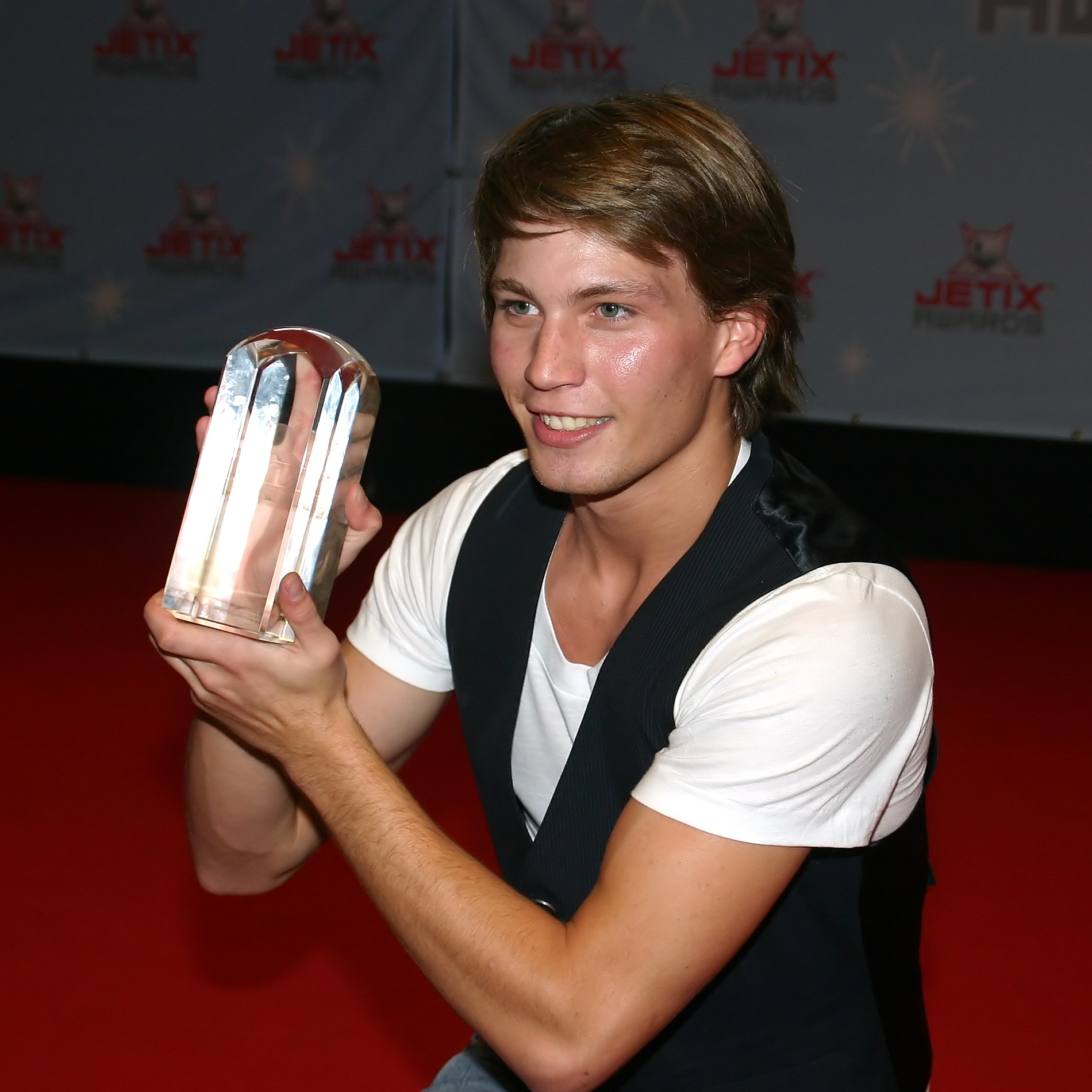
Raúl Richter (* 1987)

- 1987: Raúl Richter, deutscher Schauspieler

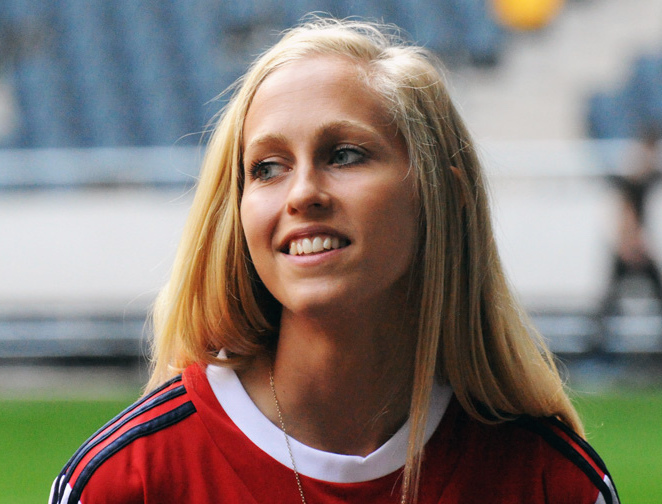
Line Roddik Hansen (* 1988)

- 1988: Line Røddik Hansen, dänische Fußballspielerin
- 1988: Cathy Hummels, deutsche Moderatorin
- 1988: Daniel Wessig, deutscher Handballspieler
- 1989: Rafael Midchatowitsch Achmetow, russischer Eishockeyspieler

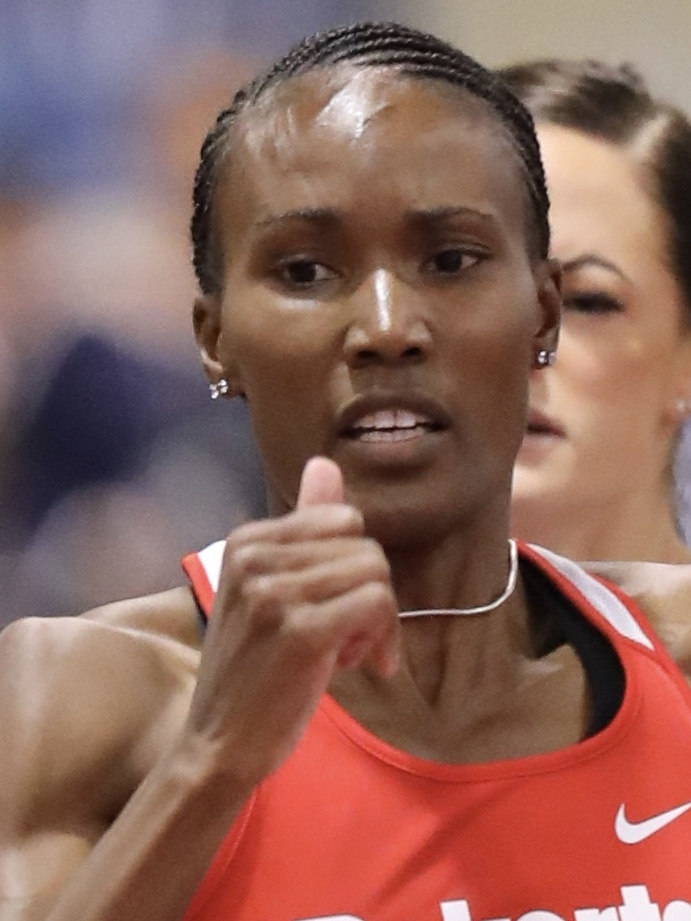
Joanna Atkins (* 1989)

- 1989: Joanna Atkins, US-amerikanische Sprinterin
- 1989: Nikki Chooi, kanadischer Geiger
- 1989: Mersiha Husagic, deutsche Schauspielerin
- 1989: Sanna Nyassi, gambischer Fußballspieler
- 1990: Cro, deutscher Rapper, Sänger und Musikproduzent
- 1990: Marco Holz, deutscher Fußballspieler
- 1990: Thomas Ospital, französischer Organist
- 1990: Shannon Woeller, kanadische Fußballspielerin
- 1991: Ju Wenjun, chinesische Schachspielerin
- 1991: Courtney Williams, vincentischer Leichtathlet

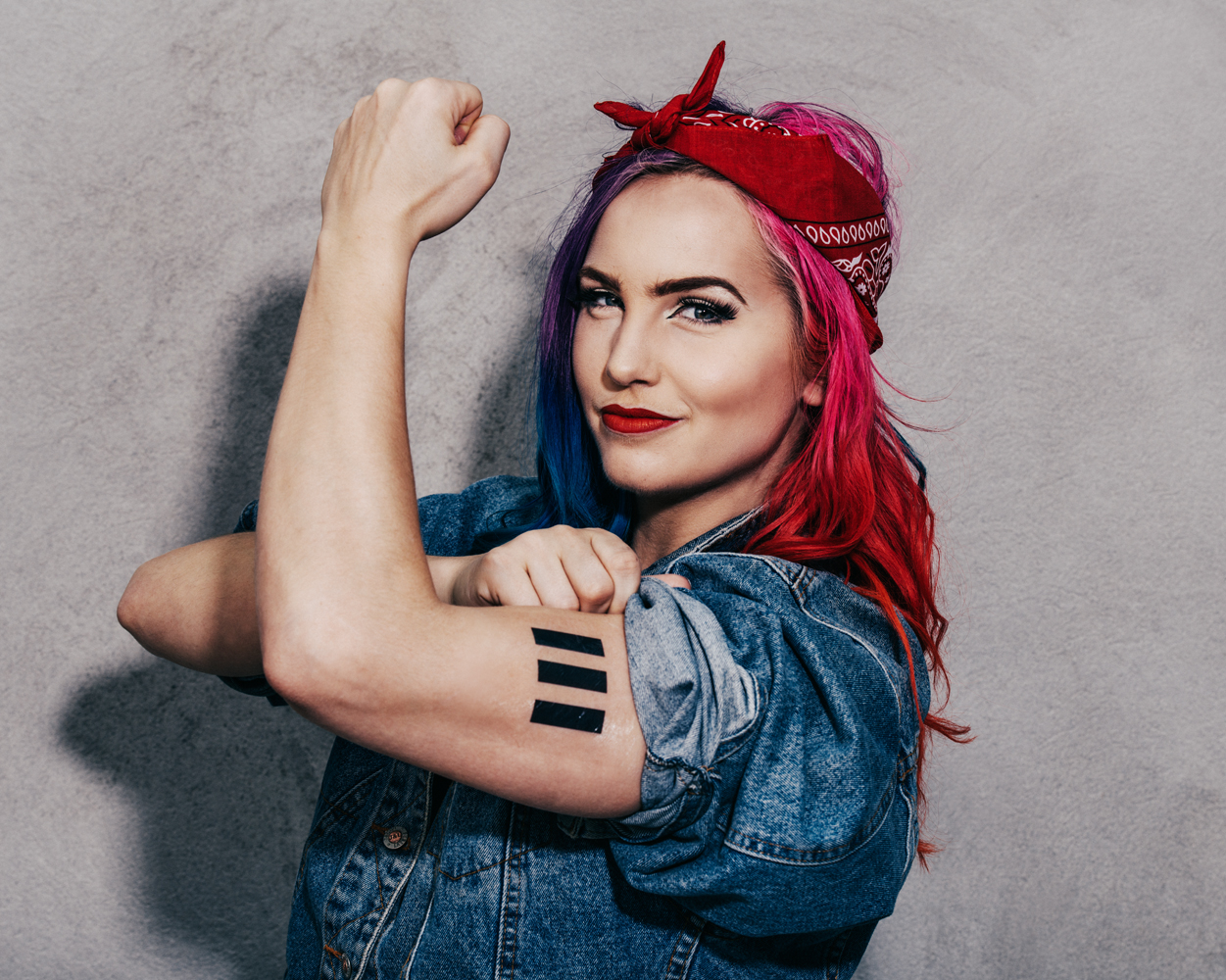
Linnea Claeson (* 1992)

- 1992: Linnéa Claeson, schwedische Handballspielerin und Netzaktivistin
- 1992: Victor Crone, schwedischer Sänger
- 1992: Katja Großkinsky, deutsche Schauspielerin
- 1992: Alexander Wiktorowitsch Loginow, russischer Biathlet
- 1992: Xandro Meurisse,  belgischer Radrennfahrer
- 1992: Meo Wulf, deutscher Schauspieler und Sprecher
- 1993: Angela Malestein, niederländische Handballspielerin
- 1994: Silke Lippok, deutsche Schwimmerin
- 1994: Jaron Siewert, deutscher Handballspieler
- 1994: Florian Stritzel, deutscher Fußballspieler
- 1995: Romain Gall, US-amerikanisch-französischer Fußballspieler
- 1996: Joel Courtney, US-amerikanischer Schauspieler
- 1997: Cho Miyeon, südkoreanische Sängerin

### 21. Jahrhundert
- 2001: Ahed Tamimi, palästinensische Aktivistin
- 2002: Sven Schwarz, deutscher Schwimmer
- 2004: Adrián Fernández, spanischer Motorradrennfahrer
- 2008: Leander Menzel, deutscher ehemaliger Kinderdarsteller

## Gestorben

### Vor dem 16. Jahrhundert
- 0876: Hemma, ostfränkische Königin
- 1030: Wilhelm V., Herzog von Aquitanien, Graf von Poitiers
- 1039: Hartwig, Bischof von Brixen
- 1119: Otbert von Lüttich, Bischof von Lüttich
- 1156: Hermann von Horn, Bischof von Utrecht
- 1179: Friedrich I., Bischof von Prag
- 1197: William de Longchamp, Lordkanzler von England und Bischof von Ely
- 1208: Knut Birgersson, Jarl von Schweden
- 1208: Magnus Minnesköld, schwedischer Hochadeliger und Landrichter
- 1216: Theodor II. Eirenikos, Patriarch von Konstantinopel
- 1228: Guido von Montfort, Herr von Castres, La Ferté-Alais und Bréthencourt, Kreuzfahrer und Regent der Grafschaft Sidon
- 1256: William of York, Bischof von Salisbury
- 1330: Johann I., Graf von Namur
- 1375: Margaret Drummond, Königin von Schottland
- 1398: Sukō, japanischer Kaiser am Nordhof
- 1407: Ingeburg von Oldenburg, Äbtissin im Stift Freckenhorst
- 1418: Mircea cel Bătrân, Woiwode der Walachei
- 1435: Xuande, fünfter chinesischer Kaiser der Ming-Dynastie
- 1465: Ulrich Maier, Schweizer Benediktiner, Abt des Klosters Muri
- 1466: Arnold Westphal, Bischof von Lübeck
- 1477: Georg Überacker, Bischof von Seckau
- 1484: Elisabeth von Künsberg, Äbtissin des Klosters Himmelkron

### 16. bis 18. Jahrhundert
- 1513: Pedro de Ayala, spanischer Botschafter in England
- 1523: Bernhart Lachaman der Jüngere, Glockengießer aus Heilbronn
- 1526: Elisabetta Gonzaga, Herzogin von Urbino
- 1546: Gaudenzio Ferrari, italienischer Maler
- 1561: Menno Simons, niederländischer Theologe; täuferischer Reformator und Namensgeber der Mennoniten

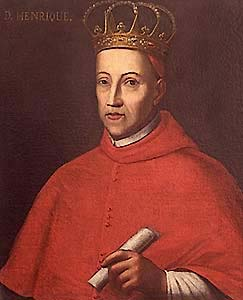
Heinrich I. von Portugal († 1580)

- 1580: Heinrich I., letzter König Portugals aus dem Hause Avis, Kardinal
- 1606: Guy Fawkes, englischer katholischer Offizier und Attentäter
- 1615: Claudio Acquaviva, italienischer Generalsuperior der Societas Jesu (Jesuiten)
- 1628: Abraham van den Blocke, Architekt und Bildhauer flämischer Herkunft
- 1632: Jost Bürgi, schweizerisch-deutscher Uhrmacher, Instrumentenbauer und Astronom
- 1635: Bartholomäus Gölnitz, deutscher Rechtswissenschaftler
- 1644: Kemankeş Kara Mustafa Pascha, Großwesir des Osmanischen Reiches
- 1665: Johannes Clauberg, deutscher Theologe und Philosoph
- 1670: Daniel Beckher der Jüngere, deutscher Mediziner
- 1701: Andreas Schweimb, deutscher Orgelbaumeister
- 1704: Christian Andreas Siber, deutscher Pädagoge und lutherischer Theologe
- 1719: Þormóður Torfason, isländischer Historiker in dänischen Diensten
- 1727: Johann Wilhelm Petersen, deutscher Theologe, Mystiker und Chiliast
- 1729: Jakob Roggeveen, niederländischer Seefahrer und Forschungsreisender
- 1736: Filippo Juvarra, italienischer Architekt
- 1736: Bruno Mauricio de Zabala, spanischer Militär und Kolonialverwalter, Capitán General del Río de la Plata
- 1738: Ehrgott Bernhard Bendl, deutscher Bildhauer und Stuckateur
- 1741: Heinrich von Hessen-Darmstadt, deutscher Prinz, kaiserlicher General
- 1749: Roger Morris, englischer Architekt
- 1780: Jonathan Carver, US-amerikanisch-britischer Entdecker
- 1783: Caffarelli, italienischer Opernsänger (Kastrat)
- 1788: Charles Edward Stuart (Bonnie Prince Charlie), exilierter britischer Thronprätendent
- 1793: Alois Friedrich von Brühl, kursächsisch-polnischer Hofbeamter und Theaterschriftsteller
- 1799: Georg Heinrich Borz, deutscher Mathematiker

### 19. Jahrhundert
- 1811: Hanns Moritz von Brühl, preußischer Intendant der Chausseen
- 1819: Bernhard Radhoff, deutscher Kommunalpolitiker
- 1822: Rudolf Schadow, deutscher Bildhauer
- 1825: Johann Friedrich Neidhart, deutscher Pädagoge und Schulleiter
- 1825: Johann Theodor Reinke, deutscher Ingenieur
- 1828: Alexander Ypsilantis, griechischer Freiheitskämpfer
- 1830: Girolamo Bagatta, italienischer katholischer Priester und Schulleiter
- 1836: John Cheyne, britischer Arzt
- 1840: Joseph von Utzschneider, deutscher Techniker und Unternehmer
- 1844: Henri-Gatien Bertrand, französischer General
- 1863: Friedrich Friese, deutscher Organist und Orgelbauer
- 1864: Fischel Arnheim, deutscher Politiker und Jurist
- 1864: Hamilton Rowan Gamble, US-amerikanischer Politiker
- 1864: Michael Sachs, deutsch-jüdischer Gelehrter und Kanzelredner
- 1865: Hugh Falconer, britischer Paläontologe, Botaniker und Geologe aus Schottland
- 1866: Friedrich Rückert, deutscher Dichter, Übersetzer und Orientalist
- 1868: Tadeusz Gorecki, polnischer Porträtmaler
- 1868: Josef Körösi, österreich-ungarischer Industrieller
- 1874: Enno Wilhelm Hektor, deutscher Autor
- 1878: Franz Joseph von Buß, deutscher Jurist, Staatsrechtler, katholischer Politiker
- 1880ː Anna Vivanti-Lindau, deutsche Schriftstellerin und Übersetzerin

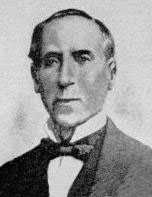
James Payne († 1882)

- 1882: James Spriggs Payne, Präsident von Liberia
- 1883: Wilhelm von Lenz, deutscher Musikschriftsteller
- 1884: Franz Senn, österreichischer Priester, Gründer des Deutschen Alpenvereines
- 1888: Johannes Bosco, italienischer Priester und Ordensgründer
- 1891: Ernest Meissonier, französischer Maler
- 1892: Charles Haddon Spurgeon, britischer Baptistenpastor und Prediger
- 1896: William Alexander Adams, englischer Ingenieur und Unternehmer
- 1896: George A. Anderson, US-amerikanischer Politiker
- 1896: Julie Favre, französische Pädagogin
- 1899ː Elise von Hohenhausen, deutsche Salonière und Schriftstellerin
- 1900: John Sholto Douglas, 9. Marquess of Queensberry, Marquis, schottischer Adliger

### 20. Jahrhundert

#### 1901–1950
- 1905: José Reyes, dominikanischer Komponist und Musiker

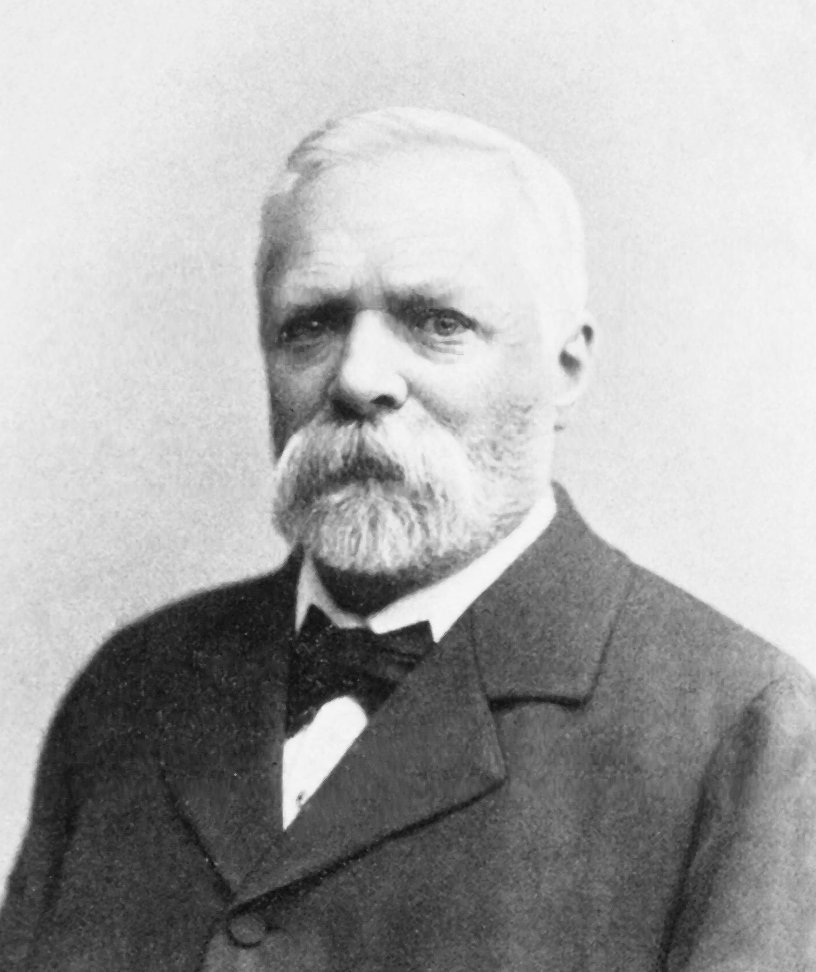
Carl von Voit († 1908)

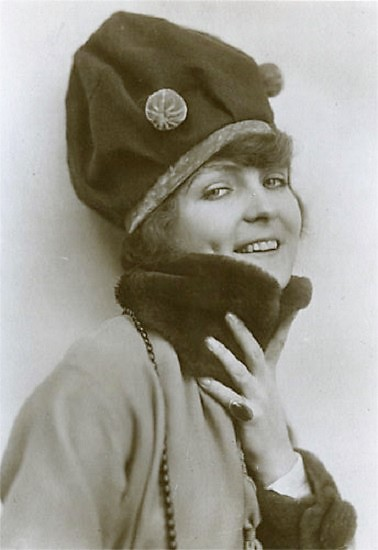
Langer († 1920)

- 1908: Carl von Voit, deutscher Physiologe
- 1911: Paul Singer, deutscher Fabrikant, SPD-Mitbegründer und MdR
- 1913: Emma Hodler, Schweizer Lehrerin, Schriftstellerin und Bühnenautorin
- 1913: Simon Kooper, Kaptein der Simon-Kooper-Nama
- 1914: James Addams Beaver, US-amerikanischer Politiker
- 1914: Casimiro Gennari, italienischer Geistlicher, Kurienkardinal
- 1915: Karl Branscheid, preußischer Bürgermeister
- 1917: Otto Finsch, deutscher Forschungsreisender
- 1918: Johann Puluj, ukrainischer Physiker
- 1919: Paul Lindau, deutscher Schriftsteller, Dramatiker und Theaterleiter
- 1920: Gilda Langer, österreichische Schauspielerin
- 1920: Wilhelm Pfeffer, deutscher Botaniker und Pflanzenphysiologe
- 1921: Justus Knecht, deutscher katholischer Theologe und Schriftsteller
- 1922: Friedrich Pützer, deutscher Architekt und Kirchenbaumeister
- 1924: Curt von Bardeleben, deutscher Schachspieler
- 1924: Ludwig Barnay, ungarisch-deutscher Schauspieler und Intendant
- 1925: George Washington Cable, US-amerikanischer Schriftsteller
- 1925: Ulrich Wille, Schweizer General im Ersten Weltkrieg
- 1927: Sophie Kloerss, deutsche Schriftstellerin
- 1929: Jan Karafiát, tschechischer Pfarrer der Böhmischen evangelischen Bruderkirche, Schriftsteller

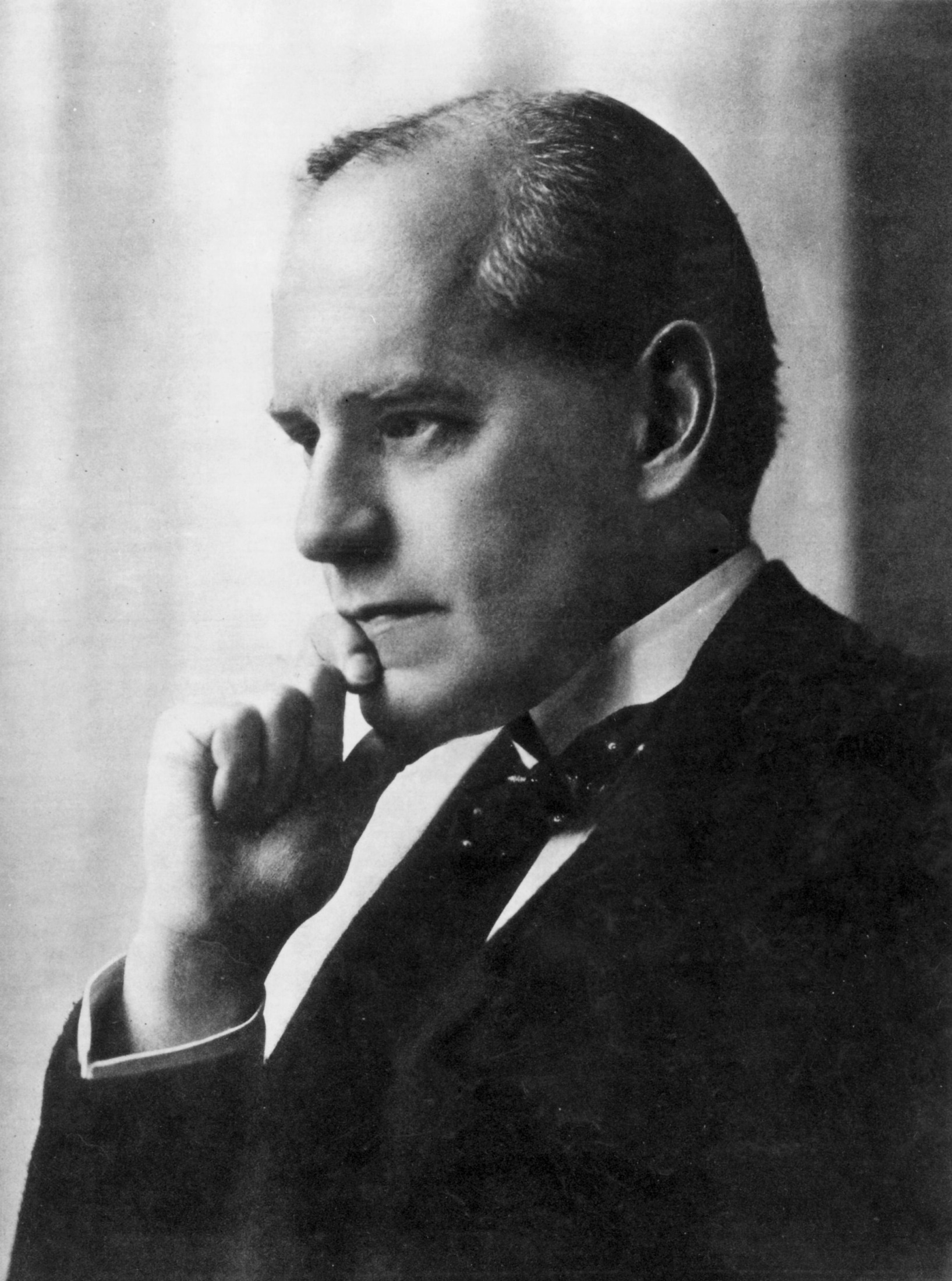
John Galsworthy († 1933)

- 1933: John Galsworthy, britischer Schriftsteller und Literaturnobelpreisträger
- 1933: Rodolfo Tartini, Schweizer römisch-katholischer Geistlicher
- 1935: Otto Aichel, deutscher Embryologe, Anatom, Anthropologe und Hochschullehrer
- 1935: Helene Glatzer, deutsche kommunistische Widerstandskämpferin
- 1936: Henri-Gabriel Ibels, französischer Maler, Graphiker und Autor
- 1936: Georgios Kondylis, griechischer General und Politiker
- 1936: Eva Stort, deutsche Landschaftsmalerin
- 1940: René Schickele, deutsch-französischer Schriftsteller, Essayist und Übersetzer
- 1942: Otto Kern, deutscher Altphilologe und Archäologe
- 1942: Rolf Wenkhaus, deutscher Filmschauspieler
- 1944: Jean Giraudoux, französischer Schriftsteller
- 1944: Theodor Habicht, deutscher nationalsozialistischer Politiker
- 1944: Thomas W. Hardwick, US-amerikanischer Politiker
- 1944: Árpád Weisz, ungarischer Fußballspieler und -trainer
- 1944: William Allen White, US-amerikanischer Journalist, Politiker und Schriftsteller
- 1945: Franz Aschenwald, österreichischer Skisportler
- 1945: Al Blozis, US-amerikanischer American-Football-Spieler
- 1945: Eddie Slovik, einziger wegen Desertion hingerichteter US-amerikanischer Soldat im Zweiten Weltkrieg
- 1946: Pietro Boetto, italienischer Ordensgeistlicher, Erzbischof von Genua und Kardinal
- 1946: Václav Radimský, tschechischer Maler
- 1946: Ernst von Windheim, deutscher Verwaltungsjurist
- 1947: David Josef Bach, österreichischer Musikschriftsteller und Journalist
- 1949: Otto Hupp, deutscher Grafiker
- 1950: Alfonso Esparza Oteo, mexikanischer Komponist, Pianist und Sänger

#### 1951–2000
- 1952: Georg Kohl, deutscher Politiker, MdB
- 1952: Pedro Prado, chilenischer Schriftsteller
- 1954: Alfred Auerbach, deutscher Schauspieler und Schriftsteller
- 1955: Henry Ernest Atkins, englischer Schachspieler

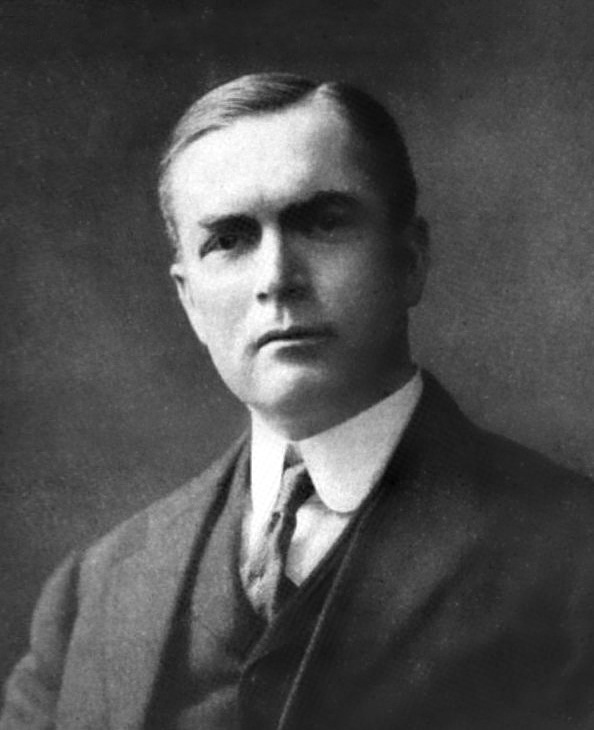
John Raleigh Mott († 1955)

- 1955: John Raleigh Mott, US-amerikanischer Theologe, Präsident des Weltbundes des CVJM, Friedensnobelpreisträger
- 1956: A. A. Milne, britischer Schriftsteller
- 1957: Christian Hülsmeyer, deutscher Erfinder des Radars und Unternehmer
- 1960: Harry Blanchard, US-amerikanischer Automobilrennfahrer
- 1960: Auguste Herbin, französischer Maler
- 1962: Vlasta Burian, tschechischer Schauspieler und Komiker
- 1964: Walther Adam, deutscher Industrieller und Kunstsammler
- 1966: Arthur Ernest Percival, britischer General, verantwortete die größte Kapitulation der britischen Militärgeschichte
- 1967: Otto Dibelius, deutscher evangelischer Theologe, Bischof von Berlin-Brandenburg
- 1967: Oskar Fischinger, deutscher Filmemacher, Pionier des abstrakten Films
- 1967: Geoffrey O’Hara, kanadischer Sänger und Komponist
- 1967: Eddie Tolan, US-amerikanischer Sprinter und Olympiasieger

- 1969: Meher Baba, indischer Guru

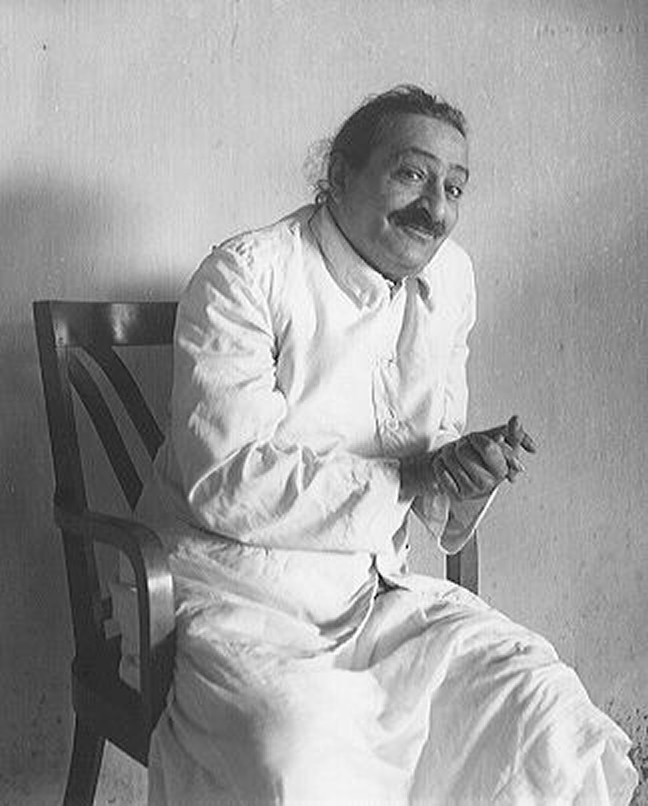
Meher Baba († 1969)

- 1970: Fritz Bayerlein, deutscher General
- 1970: Slim Harpo, US-amerikanischer Blues-Musiker
- 1970: Michail Leontjewitsch Mil, russischer Hubschrauberkonstrukteur
- 1971: Hans Schmidt, deutscher Fußballspieler und -trainer
- 1971: Henry Vallotton, Schweizer Politiker, Diplomat und Schriftsteller
- 1972: Hans Breitensträter, deutscher Schwergewichtsboxer
- 1972: István Szelényi, ungarischer Komponist
- 1973: Albin Frehse, deutscher Hornist und Professor
- 1973: Ragnar Anton Kittil Frisch, norwegischer Wirtschaftswissenschaftler, Nobelpreisträger
- 1973: Johannes Semler, deutscher Politiker, MdB
- 1974: Samuel Goldwyn, US-amerikanischer Filmproduzent
- 1974: August Sonnefeld, deutscher Optiker
- 1975: Otto Andres, deutscher Politiker
- 1975: Štefan Németh-Šamorínsky, slowakischer Komponist, Organist, Pianist, Chorleiter und Musikpädagoge
- 1975: Traugott Vogel, Schweizer Schriftsteller
- 1976: Buster Brown, US-amerikanischer Blues- und R&B-Sänger und Mundharmonikaspieler
- 1976: Paul Dupuis, kanadischer Schauspieler
- 1976: Evert Taube, schwedischer Dichter, Komponist, Sänger und Maler
- 1977: Margrethe Klenze, deutsche Malerin
- 1978: Margit Schenker-Angerer, ungarische Opern- und Konzertsängerin
- 1979: Grant Green, US-amerikanischer Jazzgitarrist und Komponist

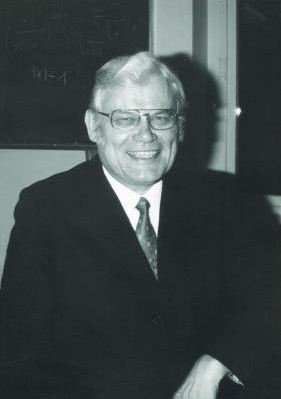
Emanuel Sperner († 1980)

- 1980: Emanuel Sperner, deutscher Mathematiker
- 1981: Cozy Cole, US-amerikanischer Musiker
- 1984: Anna Dräger-Mühlenpfordt, deutsche Malerin
- 1985: Ishikawa Tatsuzō, japanischer Schriftsteller
- 1987: Boris Blinder, US-amerikanischer Cellist
- 1987: Benno von Wiese, deutscher Literaturwissenschaftler
- 1988: Nikolai Budaschkin, russischer Komponist und Musikprofessor
- 1989: Akutagawa Yasushi, japanischer Komponist
- 1989: Ty Anderson, US-amerikanischer Eishockeyspieler
- 1989: Friedrich Bundtzen, deutscher Glasdesigner
- 1990: Juan Francisco Giacobbe, argentinischer Komponist, Musikwissenschaftler und -pädagoge
- 1990: Rashad Khalifa, ägyptisch-US-amerikanischer Biochemiker, Islamwissenschaftler und Informatiker
- 1990: Hans Putz, österreichischer Schauspieler
- 1991: Robert J. Havighurst, US-amerikanischer Erziehungswissenschaftler und Soziologe
- 1991: Kostas Mountakis, griechischer Lyraspieler
- 1991: Cosa Rosa, deutsche Songschreiberin, Sängerin und Keyboarderin
- 1992: Helene Blum-Gliewe, deutsche Bühnenbildnerin und Architekturmalerin
- 1992: Rudolf Graber, deutscher katholischer Theologe, Bischof von Regensburg
- 1992: Martin Held, deutscher Schauspieler

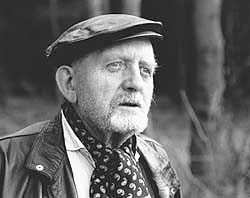
Erwin Strittmatter († 1994)

- 1994: Erwin Strittmatter, deutsch-sorbischer Schriftsteller
- 1995: George Abbott, US-amerikanischer Autor, Regisseur und Schauspieler
- 1995: André Wollscheidt, luxemburgischer Boxer
- 1997: Heiner Carow, deutscher Regisseur und Vizepräsident der Akademie der Künste der DDR sowie Mitglied der Westberliner Akademie der Künste
- 1997: Zahir Pajaziti, Mitbegründer und erster Kommandeur der UÇK
- 1997: Ernst von Khuon, deutscher Radio- und Fernsehjournalist und Schriftsteller
- 1999: Gabriel Ruiz, mexikanischer Komponist
- 2000: Martin Benrath, deutscher Schauspieler
- 2000: Gil Kane, US-amerikanischer Comiczeichner
- 2000: Ross Russell, US-amerikanischer Jazz-Produzent und Autor

### 21. Jahrhundert
- 2001: Evelyn Holt, deutsche Schauspielerin
- 2001: Heinz Starke, deutscher Politiker, MdEP, MdB, Bundesminister
- 2002: Henry Kloss, US-amerikanischer Designer für Audiogeräte

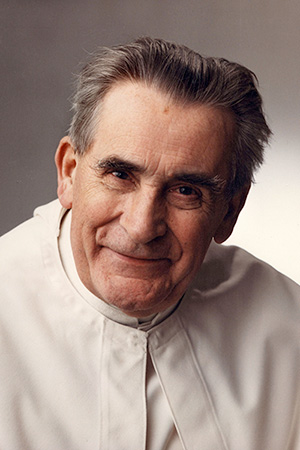
Werenfried van Straaten († 2003)

- 2003: Werenfried van Straaten, belgischer Theologe
- 2004: Eleanor Holm, US-amerikanische Schwimmerin
- 2004: Hansjürg Steinlin, Schweizer Forstwissenschaftler
- 2005: Nel Benschop, niederländische Dichterin
- 2005: Otto Höpfner, deutscher Rundfunk- und Fernsehmoderator
- 2005: Erich Kästner, deutscher Konstrukteur
- 2005: Klaus Mahnert, österreichischer Politiker
- 2006: Thomas Roberts, US-amerikanischer Gitarrist und Songwriter
- 2006: Moira Shearer, britische Tänzerin und Schauspielerin
- 2007: Helmut Apffel, deutscher Philologe, Lokalhistoriker und Pädagoge
- 2007: Molly Ivins, US-amerikanische Zeitungskolumnistin

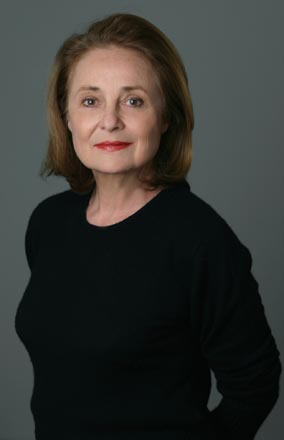
Veronika Bayer († 2008)

- 2008: Veronika Bayer, deutsche Schauspielerin
- 2008: Volodia Teitelboim, chilenischer Schriftsteller
- 2010: Jürg Baur, deutscher Komponist
- 2010: Sanna Kiero, finnische Skilangläuferin
- 2010: Tomás Eloy Martínez, argentinischer Schriftsteller, Journalist, Literaturredakteur, Filmkritiker, Drehbuchautor und Hochschullehrer
- 2011: Bartolomeu Anania, rumänischer Schriftsteller und Geistlicher
- 2011: Charles Kaman, US-amerikanischer Ingenieur und Geschäftsmann
- 2011: Ingrid Roitzsch, deutsche Politikerin, MdB
- 2012: Stefano Angeleri, italienischer Fußballspieler und -trainer
- 2012: Mike Kelley, US-amerikanischer Installations- und Performancekünstler
- 2012: Dorothea Tanning, US-amerikanische Malerin, Bildhauerin und Schriftstellerin
- 2013: Caleb Moore, US-amerikanischer Quad- und Schneemobilfahrer
- 2014: Adegboyega Folaranmi Adedoyin, nigerianischer Leichtathlet
- 2014: Nina Andrycz, polnische Schauspielerin und Schriftstellerin
- 2014: Irmgard Arnold, deutsche Opernsängerin
- 2014: Gundi Busch, deutsche Eiskunstläuferin
- 2015: Udo Lattek, deutscher Fußballspieler und -trainer

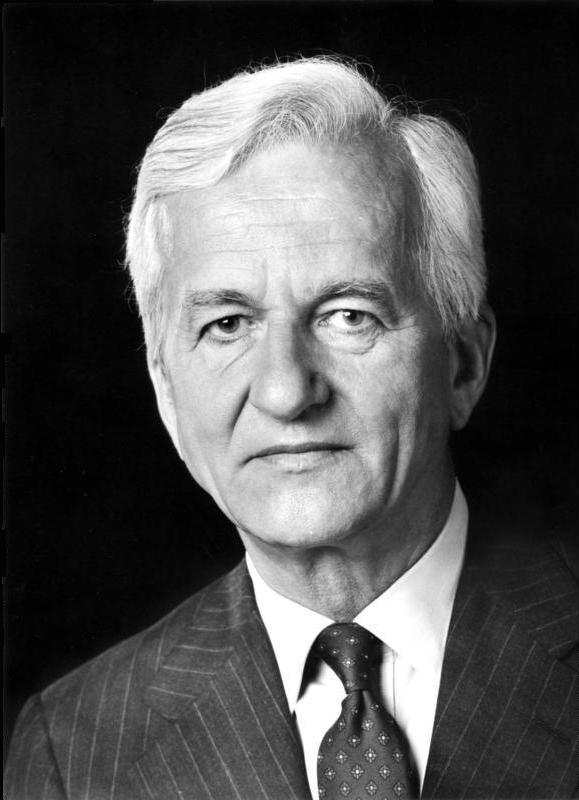
Richard von Weizsäcker († 2015)

- 2015: Richard von Weizsäcker, deutscher Politiker, Regierender Bürgermeister von Berlin und Bundespräsident
- 2016: Wolfgang Rademann, deutscher Fernsehproduzent
- 2017: Carsten Mohren, deutscher Musiker, Produzent, Keyboarder, Komponist und Toningenieur
- 2017: Frank Pellegrino, US-amerikanischer Schauspieler und Gastronom
- 2017: Rob Stewart, kanadischer Filmproduzent, Fotograf und Naturschutzbiologe
- 2017: John Wetton, britischer Rockmusiker
- 2018: Haim Gouri, israelischer Lyriker, Romanautor, Journalist und Dokumentarfilmer
- 2019: Walentina Beresuzkaja, sowjetische bzw. russische Schauspielerin
- 2019: Voldemar Herkel, estnischer Architekt
- 2019: Lore Jackstädt, deutsche Unternehmerwitwe und Mäzenin
- 2020: Anne Cox Chambers, US-amerikanische Diplomatin und Unternehmerin
- 2020: Mary Higgins Clark, US-amerikanische Schriftstellerin
- 2021: Alejandro Gómez, spanischer Leichtathlet
- 2021: Kevin McCutcheon, US-amerikanischer Dirigent und Pianist
- 2021: Mihail Lucian Popescu, rumänischer Eishockeyspieler
- 2022: Franco Antonelli, italienischer Langstreckenläufer
- 2022: Ekkehardt Belle, deutscher Schauspieler und Synchronsprecher
- 2022: Jiří Kyncl, tschechoslowakischer Eisschnellläufer
- 2023: Cleonice Berardinelli, brasilianische Literaturwissenschaftlerin
- 2023: Kim Young-hee, südkoreanische Basketballspielerin
- 2023: Jan Kudra, polnischer Radrennfahrer
- 2023: Edmond Roudnitska, französischer Leichtathlet

## Feier- und Gedenktage
- Kirchliche Gedenktage
  - Hl. Aidán von Ferns, irischer Bischof (anglikanisch, katholisch)
  - Hl. Johannes Bosco, italienischer Priester und Ordensgründer (anglikanisch, katholisch)
  - Charles Haddon Spurgeon, englischer Erweckungsprediger (evangelisch)
- Namenstage
  - Emma, Johannes, Marcella
- Staatliche Feier- und Gedenktage
  - Nauru: Unabhängigkeit von Australien (1968)

Weitere Einträge enthält die Liste von Gedenk- und Aktionstagen.